# فلاديمير بوتين
فلاديمير فلاديميروفيتش بوتين (الروسية: Влади́мир Влади́мирович Пу́тин)، (مواليد 7 أكتوبر 1952) هو سياسي روسي وضابط مخابرات سابق يشغل منصب رئيس روسيا الاتحادية منذ عام 2012، وكان يشغل هذا المنصب سابقًا من عام 2000 حتى 2008. بين فترتي رئاسته، كان أيضا رئيس وزراء روسيا تحت رئاسة أحد المقربين منه وهو الرئيس السابق ديمتري ميدفيديف.
ولد بوتين في لينينغراد، روسيا الاتحادية الاشتراكية السوفيتية. درس القانون في جامعة ولاية لينينغراد، وتخرج في عام 1975. كان بوتين ضابط مخابرات في المخابرات السوفيتية لمدة 16 عامًا، وارتقى إلى رتبة ملازم أول قبل استقالته عام 1991 لدخول السياسة في سانت بطرسبرغ. انتقل إلى موسكو في عام 1996 وانضم إلى إدارة الرئيس بوريس يلتسن حيث شغل منصب مدير جهاز الأمن الفيدرالي الروسي، وهي الوكالة التي حلت محل هيئة المخابرات الداخلية في مفوضية أمن الدولة السوفيتية، ثم رئيسًا للوزراء. أصبح القائم بأعمال الرئيس في 31 ديسمبر 1999، عندما استقال يلتسن.
خلال فترة رئاسته الأولى، نما الاقتصاد الروسي لمدة ثماني سنوات متتالية، وزاد الناتج المحلي الإجمالي المقاس بالقوة الشرائية بنسبة 72٪. كان النمو نتيجة للازدهار الذي شهدته السلع في عقد 2000، والانتعاش من الكساد والأزمات المالية التالية للشيوعية، والسياسات الاقتصادية والمالية الحكيمة. في سبتمبر 2011، أعلن بوتين أنه سيسعى لولاية ثالثة كرئيس. فاز في الانتخابات الرئاسية مارس 2012 بنسبة 64 ٪ من الأصوات. أدى انخفاض أسعار النفط إلى جانب العقوبات الغربية التي فرضت في بداية عام 2014 بعد ضم روسيا لشبه جزيرة القرم والتدخل العسكري في شرق أوكرانيا إلى انكماش الناتج المحلي الإجمالي بنسبة 3.7 ٪ في عام 2015، على الرغم من ذلك حدث انتعاش للاقتصاد الروسي في عام 2016 مع نمو الناتج المحلي الإجمالي بنسبة 0.3٪ وانتهى الركود. حصل بوتين على 76٪ من الأصوات في الانتخابات الرئاسية في مارس 2018 وأعيد انتخابه لمدة ست سنوات تنتهي في عام 2024.
وفي 18 مارس 2024 أعلنت لجنة الانتخابات المركزية الروسية، أن بوتين (71 عاما) حقق فوزا ساحقا في الانتخابات الرئاسية ليفوز بولايته الخامسة بعد حصوله على 87.28% من الأصوات بإجمالي أصوات 76 مليوناً و277 ألفاً و708 أشخاص وليضمن فترة رئاسية جديدة مدتها 6 سنوات ستجعله يتفوق على جوزيف ستالين، ليصبح أطول زعماء روسيا بقاء في المنصب منذ أكثر من 200 عام.
تحت قيادة بوتين، أحرزت روسيا نتائج سيئة في مؤشر مدركات الفساد التابع لمنظمة الشفافية الدولية وشهدت تراجعًا في الديمقراطية وفقًا لمؤشر الديمقراطية التابع لوحدة الاستخبارات الاقتصادية ومؤشر فريدوم هاوس للحرية في العالم (بما في ذلك إحراز رقم قياسي سيئ هو 20/100 في تصنيف فريدوم 2017 في التقرير العالمي، وهو تصنيف لم يعط منذ زمن الاتحاد السوفيتي). لا يعتبر الخبراء عمومًا أن روسيا تحت حكم بوتين دولة ديمقراطية، مستشهدين بسجن المعارضين السياسيين والقضاء عليهم، وتقليص حرية الصحافة، وعدم وجود انتخابات حرة ونزيهة. وقد اتهمت منظمات حقوق الإنسان والناشطين بوتين باضطهاد النقاد والنشطاء السياسيين، فضلاً عن الأمر بتعذيبهم أو اغتيالهم؛ إلا أنه رفض الاتهامات بارتكاب انتهاكات لحقوق الإنسان. اتهمه مسؤولون في حكومة الولايات المتحدة بالتدخل ضد هيلاري كلينتون لدعم دونالد ترامب خلال الانتخابات الرئاسية الأمريكية 2016، وهو ادعاء نفاه كلاً من ترامب وبوتين وانتقداه بشكل متكرر. السلام عليكم ورحمة الله وبركاته ان شاء الله ترد السيد الرئيس فلاديمير بوتين

## بداية حياته

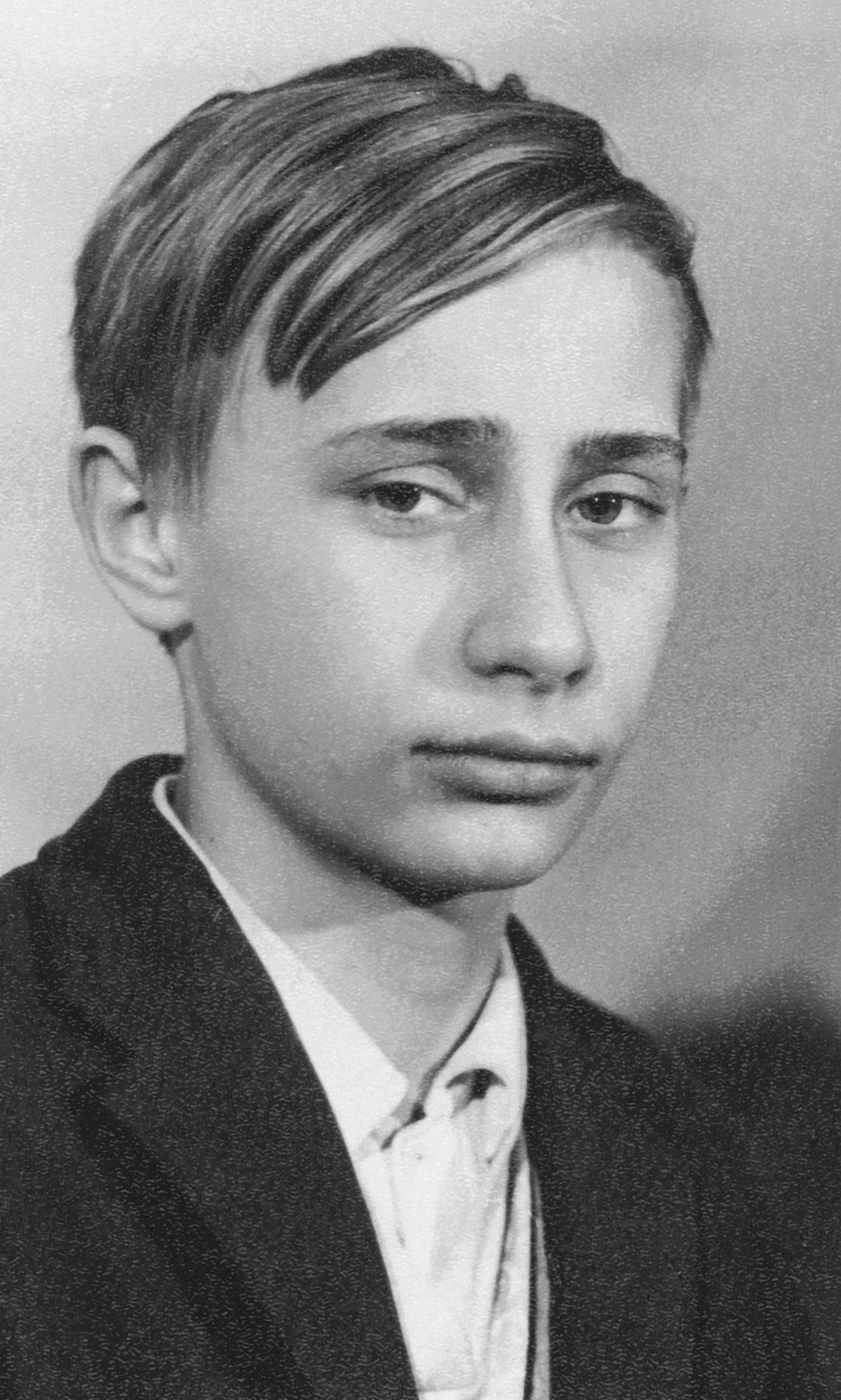
بوتين في مرحلة الطفولة

ولد فلاديمير فلاديميروفيتش بوتين في 7 أكتوبر عام 1952 في لينينغراد، جمهورية روسيا الاتحادية الاشتراكية السوفيتية، الاتحاد السوفيتي (حاليًا سانت بطرسبرغ، روسيا)، وهو الابن الأصغر بين ثلاثة أطفال لفلاديمير سبيريدونوفيتش بوتين (1911-1999) وماريا إيفانوفنا بوتينا (الاسم قبل الزواج شيلوموفا؛ 1911-1998). سبيريدون بوتين، جد فلاديمير بوتين، الطباخ الشخصي لفلاديمير لينين وجوزيف ستالين. سبق ولادة بوتين وفاة أخويه، فيكتور وألبيرت، الذين ولدا في منتصف ثلاثينيات القرن العشرين. توفي ألبرت في طفولته وتوفي فيكتور متأثرًا بمرض الخناق خلال حصار القوات الألمانية النازية للينينغراد في الحرب العالمية الثانية.
كانت والدة بوتين عاملة في مصنع وكان والده مجندًا في البحرية السوفيتية، وخدم في أسطول الغواصات في بداية ثلاثينيات القرن العشرين. خدم والده في وقت مبكر من الحرب العالمية الثانية في كتيبة التدمير التابعة للمفوضية الشعبية للشؤون الداخلية. نُقل لاحقًا إلى الجيش النظامي وأصيب بجروح بليغة في عام 1942. قُتلت جدة بوتين من جهة أمه على يد المحتلين الألمان لمنطقة تفير في عام 1941، واختفى أعمامه من جهة أمه على الجبهة الشرقية خلال الحرب العالمية الثانية.
التحق بوتين بتاريخ 1 سبتمبر عام 1960 بالمدرسة رقم 193 في شارع باسكوف، بالقرب من منزله. كان واحدًا من القلة في الفصل، الذي يتألف من 45 طالبًا، الذين ليسوا أعضاء في منظمة الرواد الشباب. بدأ في سن الثانية عشر بممارسة السامبو والجودو. درس اللغة الألمانية في مدرسة سانت بطرسبرغ الثانوية 281 ويتحدث الألمانية.
درس بوتين القانون في جامعة ولاية لينينغراد التي سميت تيمنًا باسم آندريه زيجانوف (جامعة ولاية سانت بطرسبرغ حاليًا) في عام 1970 وتخرج منها في عام 1975. كانت أطروحته عن «مبدأ الدولة الأولى بالرعاية في القانون الدولي». طلب منه في أثناء وجوده هناك أن ينضم إلى الحزب الشيوعي للاتحاد السوفيتي، وظل عضوًا فيه حتى زواله (حُظر في أغسطس عام 1991). التقى بوتين أناتولي سوبتشاك، وهو أستاذ مساعد كان يدرّس قانون الأعمال، وأصبح لاحقًا المؤلف المشارك للدستور الروسي ولمخططات الفساد المقموعة في فرنسا. كان بوتين مؤثرًا في مسيرة سوبشاك في سانت بطرسبرغ. وكان سوبشاك مؤثرًا في مسيرة بوتين في موسكو.[بحاجة لمصدر]

## مسيرته في المخابرات السوفيتية

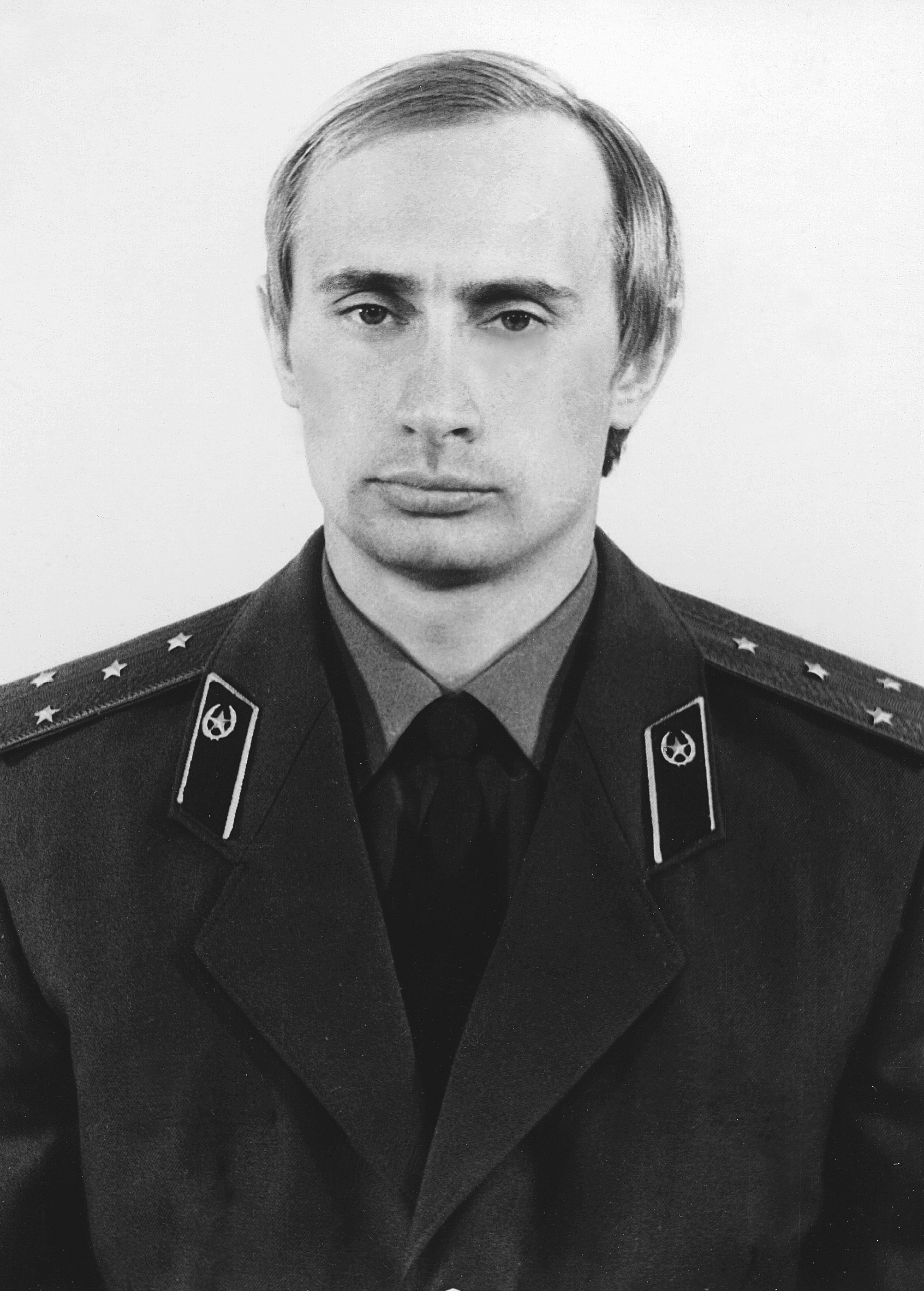
بوتين في المخابرات السوفيتية في 1980

في عام 1975، انضم بوتين إلى لجنة أمن الدولة وتدرب في لينينغراد. بعد التدريب، عمل في المديرية الثانية (مكافحة التجسس)، قبل أن يُنقل إلى المديرية الأولى، حيث قام بمراقبة الأجانب والمسؤولين القنصليين في لينينغراد. في سبتمبر 1984، أُرسل بوتين إلى موسكو لمزيد من التدريب في معهد يوري أندروبوف ريد بانر. من عام 1985 إلى عام 1990، عمل في درسدن، ألمانيا الشرقية، مستخدمًا هوية مترجم. هذه الفترة من حياته المهنية غير واضحة في الغالب.
يزعم ماشا جيسن، وهو روسي أمريكي كتب سيرة ذاتية عن بوتين، أن «بوتين وزملائه اقتصروا بصفة أساسية على جمع قصاصات الصحف، وبالتالي ساهموا في تلال من المعلومات غير المفيدة التي تنتجها المخابرات السوفيتية». كما قلّل رئيس التجسس السابق في وكالة شتازي، يوهانس وولف، وزميل بوتين السابق في المخابرات السوفيتية فلاديمير أوسولتسيف من أهمية عمل بوتين. ووفقًا للصحفية كاثرين بيلتون، فإن هذا التقليل من الأهمية كان في الواقع غطاءً لتورط بوتين في تنسيق لجنة أمن الدولة ودعمه لفصيل الجيش الأحمر الإرهابي، الذي كان أعضاؤه يختبئون كثيرًا في ألمانيا الشرقية بدعم من شتازي، وفضلت مدينة درسدن على أنها مدينة «هامشية» مع وجود ضعيف لأجهزة المخابرات الغربية.
وفقًا لمصدر مجهول، وهو عضو سابق في سلاح الجو الملكي البريطاني، في أحد هذه الاجتماعات في درسدن، قدم المسلحون لبوتين قائمة بالأسلحة التي سُلمت لاحقًا إلى سلاح الجو الملكي البريطاني في ألمانيا الغربية. كلاوس زوتشولد، الذي ادعى أن بوتين جنده، قال إن الأخير تعامل أيضًا مع النازي الجديد راينر سونتاغ، وحاول تجنيد مؤلف دراسة عن السموم. وبحسب ما ورد التقى بوتين بألمان ليُجندوا في شؤون الاتصالات اللاسلكية مع مترجم فوري. كان منخرطًا في تقنيات الاتصالات اللاسلكية في جنوب شرق آسيا بسبب رحلات المهندسين الألمان الذين جندهم هناك وإلى الغرب.
وفقًا للسيرة الذاتية الرسمية لبوتين، خلال سقوط جدار برلين الذي بدأ في 9 نوفمبر 1989، قام بحفظ ملفات المركز الثقافي السوفيتي (بيت الصداقة) وفيلا المخابرات السوفيتية في درسدن للسلطات الرسمية في المستقبل. وحدت ألمانيا لمنع المتظاهرين، بمن فيهم عملاء المخابرات السوفيتية وشتازي، من الحصول عليهم وتدميرهم. ثم يُفترض أنه حرق ملفات المخابرات السوفيتية فقط، في غضون ساعات قليلة، لكنه احتفظ بأرشيفات المركز الثقافي السوفيتي للسلطات الألمانية. لم يتم إخبار أي شيء عن معايير الاختيار خلال هذا الاحتراق؛ على سبيل المثال، فيما يتعلق بملفات شتازي أو ملفات وكالات أخرى لجمهورية ألمانيا الديمقراطية أو اتحاد الجمهوريات الاشتراكية السوفيتية. وأوضح أن العديد من الوثائق تركت لألمانيا فقط بسبب انفجار الفرن. لكن أُرسل العديد من وثائق فيلا المخابرات السوفيتية إلى موسكو.
بعد انهيار حكومة ألمانيا الشرقية الشيوعية، كان على بوتين أن يستقيل من خدمة المخابرات السوفيتية النشطة بسبب الشكوك التي أثيرت بشأن ولائه خلال المظاهرات في درسدن وقبل ذلك، على الرغم من أن المخابرات السوفيتية والجيش الأحمر السوفيتي لا يزالان يعملان في ألمانيا الشرقية، وعاد إلى لينينغراد في أوائل عام 1990 كعضو في «الاحتياطيات النشطة»، حيث عمل لمدة ثلاثة أشهر مع قسم الشؤون الدولية في جامعة ولاية لينينغراد، وكان مسؤولاً أمام نائب رئيس الجامعة يوري مولتشانوف، أثناء عمله على أطروحة الدكتوراه.
هناك، بحث عن مجندين جدد في المخابرات السوفيتية، وشاهد الهيئة الطلابية، وجدد صداقته مع أستاذه السابق، أناتولي سوبتشاك، الذي أصبح قريبًا عمدة لينينغراد. يدعي بوتين أنه استقال برتبة مقدم في 20 أغسطس 1991، في اليوم الثاني من محاولة انقلاب 1991 في الاتحاد السوفيتي ضد الرئيس السوفيتي ميخائيل غورباتشوف. قال بوتين:
| فلاديمير بوتين | بمجرد أن بدأ الانقلاب، قررت على الفور إلى الجانب الذي كنت أسير فيه | فلاديمير بوتين |

على الرغم من أنه أشار أيضًا إلى أن الاختيار كان صعبًا لأنه قضى أفضل جزء من حياته مع «الأعضاء». في عام 1999، وصف بوتين الشيوعية بأنها «زقاق مسدود، بعيدًا عن التيار الرئيسي للحضارة».

## مسيرته السياسية

### 1990-1996: إدارة سانت بطرسبرغ
عُين بوتين مستشارًا للعلاقات الدولية لعمدة لينينغراد أناتولي سوبتشاك في مايو عام 1990. قال بوتين في مقابلة له عام 2017 مع أوليفر ستون، إنه استقال من لجنة أمن الدولة في عام 1991، وذلك بعد انقلاب ضد ميخائيل غورباتشوف، حيث أنه لم يكن موافقًا على ما حدث ولم يرغب بأن يكون جزءًا من المخابرات تحت الإدارة الجديدة. وفقًا لتصريحات بوتين في عامي 2018 و2021، فإنه ربما يكون قد عمل سائق تكسي خاصة ليكسب أموالًا إضافية، أو ربما فكر بوظيفة كهذه.
أصبح رئيسًا للجنة العلاقات الخارجية لمكتب العمدة بتاريخ 28 يونيو عام 1991، وكان مسؤولًا عن تعزيز العلاقات الدولية والاستثمارات الخارجية وتسجيل المشاريع التجارية. حقق المجلس التشريعي للمدينة برئاسة مارينا ساليلي مع بوتين بعد عام. نتج عن هذا التحقيق أنه صرح بأسعار أقل من الحقيقة ومنع تصدير معادن بقيمة 93 مليون دولار مقابل مساعدات غذائية أجنبية لم تصل أبدًا. على الرغم من توصية المحققين بأن يتم طرد بوتين، فإنه بقي رئيسًا للجنة العلاقات الخارجية حتى عام 1996. شغل عدة مناصب سياسية وحكومية أخرى في سانت بطرسبرغ منذ عام 1994 حتى عام 1996.
عُين بوتين النائب الأول لرئيس حكومة سانت بطرسبرغ في مارس عام 1994. نظم في مايو عام 1995، فرع حزب وطننا-روسيا السياسي المؤيد للحكومة، وهو حزب السلطة الليبرالي الذي أسسه رئيس الوزراء فيكتور تشيرنوميردين. أدار في عام 1995 حملة الانتخابات التشريعية لذلك الحزب، ومنذ عام 1995 حتى يونيو عام 1997، كان رئيس فرعه في سانت بطرسبرغ.

### 1996-1999: بداية مسيرته في موسكو

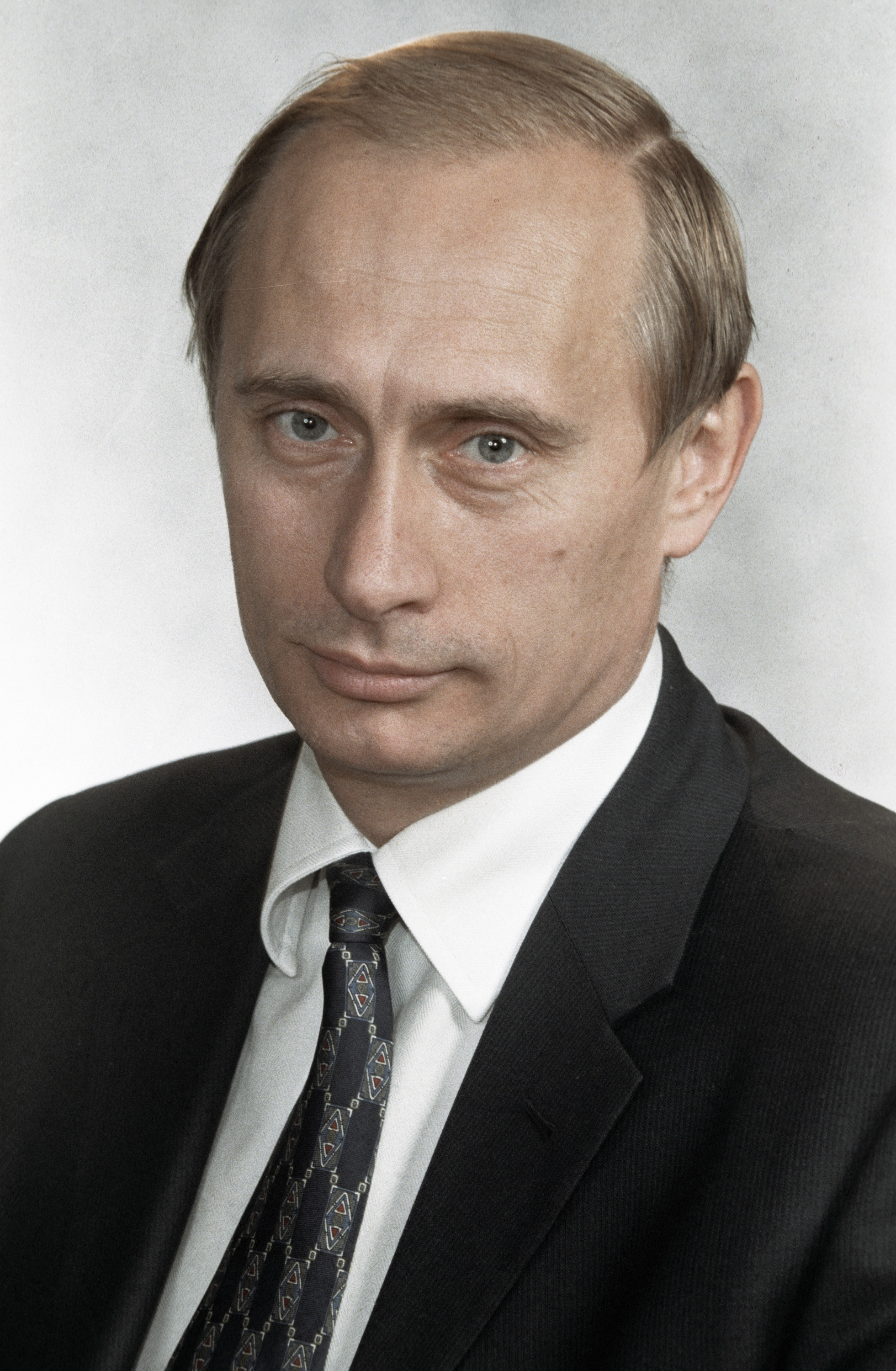
بوتين مديرًا لخدمة الأمن الاتحادية، 1998

خسر سوبتشاك محاولة إعادة انتخابه في سانت بطرسبرغ في يونيو عام 1996، واستقال بوتين الذي قاد حملته الانتخابية من مناصبه في إدارة المدينة. انتقل إلى موسكو وعُين نائب رئيس قسم إدارة الممتلكات الرئاسية الذي كان يترأسه بافيل بورودين. شغل هذا المنصب حتى مارس عام 1997. كان مسؤولًا عن ممتلكات الدولة الخارجية ونظم نقل الممتلكات (الأصول) السابقة للاتحاد السوفيتي والحزب الشيوعي إلى الاتحاد الروسي.
عين الرئيس بوريس يلتسن بوتين نائبًا لرئيس هيئة الأركان الرئاسية بتاريخ 26 مارس عام 1997، وبقي في هذا المنصب حتى مايو عام 1998، ورئيسًا لمديرية التحكم الرئيسية في قسم إدارة الممتلكات الرئاسية (حتى يونيو 1998). كان سلفه في هذا المنصب أليكسي كودرين وخلفه هو نيكولاي باتروشيف، اللذان أصبحا لاحقًا سياسيين بارزين ومساعدين لبوتين.
دافع بوتين بتاريخ 27 يونيو عام 1997، في معهد سانت بطرسبرغ للتعدين، وبتوجيه من عميد الجامعة فلاديمير ليتفينينكو، عن أطروحته لنيل درجة مرشح العلوم في الاقتصاد، والتي كانت عنوانها التخطيط الاستراتيجي للموارد الإقليمية في ظل تكوين علاقات السوق. يعطي ذلك مثالًا عن التقليد السائد في روسيا الذي يكتب فيه مسؤول صاعد شاب عملًا علميًا في منتصف حياته المهنية. عندما أصبح بوتين رئيسًا للجمهورية لاحقًا اتهم الزملاء في معهد بروكينز أطروحته بالسرقة الأدبية، بعد أن اكتُشف أن 15 صفحة منها منسوخة من كتاب مدرسي أمريكي. رد بوتين بأنه تم الإشارة إلى المرجع في الأطروحة، وأكد الزملاء في معهد بروكينز أنها تعتبر سرقة أدبية رغم أن ذلك لم يكن مقصودًا. دحضت لجنة الأطروحة تلك الاتهامات.
عُين بوتين النائب الأول لرئيس هيئة الأركان الرئاسية للمناطق بتاريخ 25 مايو عام 1998، كخليفة لفيكتوريا ميتينا؛ وعُين بتاريخ 15 يوليو رئيسًا للجنة إعداد الاتفاقيات الخاصة بترسيم سلطات الأقاليم ورئيس المركز الفيدرالي الملحق بالرئيس ليحل محل سيرجي شاخراي. لم تكمل اللجنة أي اتفاقيات كهذه بعد تعيين بوتين، رغم أنه خلال فترة ولاية شاخراي كرئيس للجنة فقد تم توقيع 46 اتفاقية.
عين يلتسن بوتين مديرًا لجهاز الأمن الفيدرالي بتاريخ 25 يوليو عام 1998، وهي المنظمة الأمنية والاستخباراتية الأساسية للاتحاد الروسي وخليفة الكي جي بي.

### 1999: أول رئاسة وزراء
عُين بوتين واحدًا من النواب الأوائل الثلاثة لرئيس الوزراء في 9 أغسطس عام 1999، ولاحقًا في ذلك اليوم، عينه الرئيس يلتسن رئيسًا للوزراء بالوكالة في حكومة الاتحاد الروسي. وأعلن الرئيس يلتسن عن رغبته في رؤية بوتين خلفًا له. في وقت لاحق من اليوم نفسه، وافق بوتين على الترشح للرئاسة.
وافق مجلس الدوما بتاريخ 16 أغسطس على تعيينه رئيسًا للوزراء بأغلبية 233 صوت موافق (مقابل 84 صوت معارض، وامتنع 17 عن التصويت)، في حين أنه كان يحتاج أغلبية بسيطة تصل إلى 226 صوت، ليصبح بذلك خامس رئيس وزراء لروسيا في أقل من 18 شهرًا. توقع قلة عند تعيين بوتين، غير المعروف تقريبًا لعامة الشعب، أن يستمر لفترة أطول من أسلافه. كان يُنظر إليه في البداية على أنه موالي ليلتسن؛ مثل غيره من رؤساء وزراء يلتسن، لم يختر بوتين الوزراء بنفسه، فقد حددت الإدارة الرئاسية حكومته.
كان خصوم يلتسن الرئيسيون وخلفاؤه المحتملون يقومون مسبقًا بحملات لاستبدال الرئيس الذي تنحرف صحته، وقد حاربوا بشدة من أجل منع ظهور بوتين كخليفة محتمل له. في أعقاب تفجيرات الشقق الروسية وغزو داغستان على يد المجاهدين، بما فيهم عملاء سابقين في لجنة أمن الدولة، الذين كانوا متمركزين في جمهورية إيشكريا الشيشانية، شكل النهج الصارم لبوتين مع الصورة المعكوسة لنظامه وقوانينه في الحرب الشيشانية الثانية مزيجًا رفع من شعبيته، وجعله يتفوق على منافسيه.
تعهد بوتين الذي لم يكن يرتبط بأي حزب بدعم حزب الوحدة المكون حديثًا، والذي فاز بثاني أكبر نسبة مئوية من الأصوات الشعبية (23.3%) في انتخابات مجلس الدوما في ديسمبر عام 1999، ودعم بدوره بوتين.

### 2000-1999: رئاسة بالنيابة
في 31 ديسمبر 1999، استقال يلتسن بشكل غير متوقع، ووفقًا لدستور روسيا، أصبح بوتين رئيسًا بالنيابة للاتحاد الروسي. عند توليه هذا الدور، ذهب بوتين في زيارة مقررة مسبقًا للقوات الروسية في الشيشان.
كان أول مرسوم رئاسي وقعه بوتين، في 31 ديسمبر 1999، بعنوان «ضمانات لرئيس الاتحاد الروسي السابق وأفراد عائلته». كفل ذلك عدم متابعة «تهم الفساد الموجهة إلى الرئيس المنتهية ولايته وأقاربه». وقد استُهدف هذا خصوصًا في قضية رشوة مابتيكس التي تورط فيها أفراد عائلة يلتسين. في 30 أغسطس 2000، أُسقط تحقيق جنائي (رقم 18 / 238278-95) كان فيه بوتين نفسه، عضوًا في حكومة مدينة سانت بطرسبرغ، أحد المشتبه بهم.
في 30 ديسمبر 2000، أُسقطت قضية أخرى ضد المدعي العام «لعدم كفاية الأدلة»، على الرغم من إحالة آلاف الوثائق من قبل المدعين السويسريين. في 12 فبراير 2001، وقع بوتين قانونًا فيدراليًا مشابهًا حل محل مرسوم عام 1999. أعادت مارينا سالي قضية تتعلق بفساد بوتين المزعوم في صادرات المعادن من عام 1992، لكنها أُسكتت وأجبرت على مغادرة سانت بطرسبرغ.
وبينما كان خصومه يستعدون لإجراء انتخابات في يونيو 2000، أدت استقالة يلتسين إلى إجراء الانتخابات الرئاسية في غضون ثلاثة أشهر، في 26 مارس 2000؛ فاز بوتين في الجولة الأولى بنسبة 53٪ من الأصوات.

### 2004-2000: أول فترة رئاسية

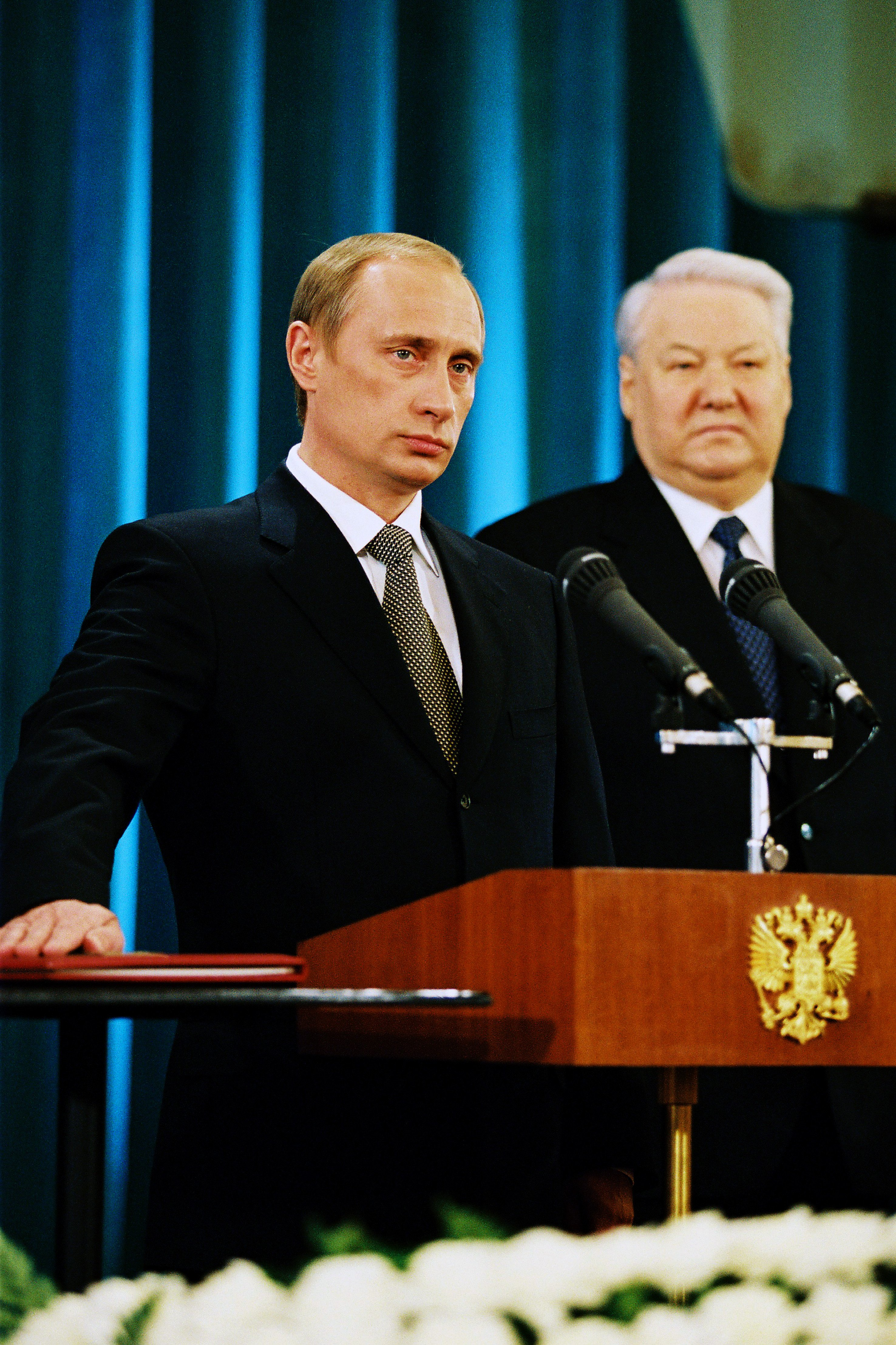
بوتين يؤدي اليمين الرئاسية بجانب بوريس يلتسن، مايو 2000

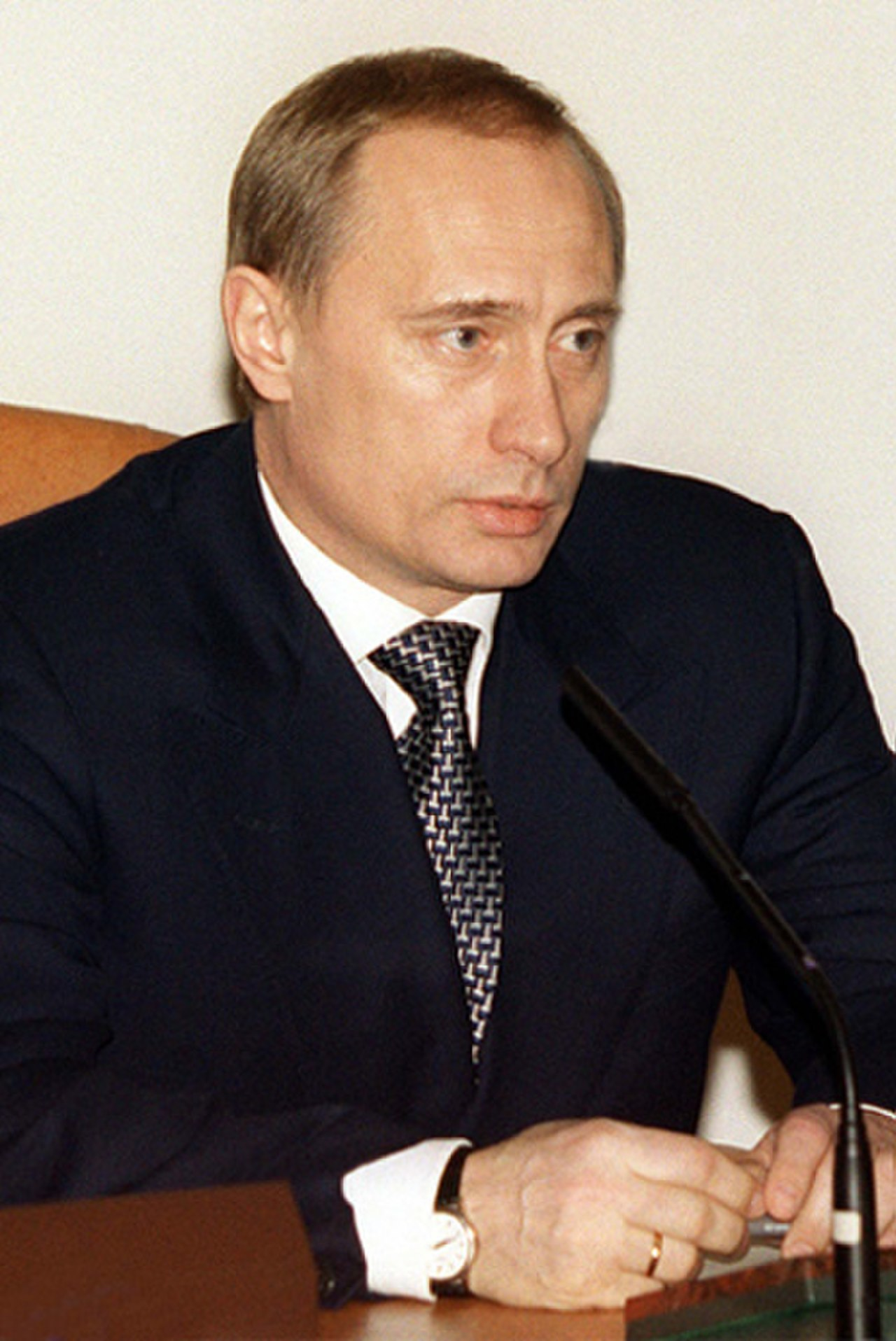
بوتين في 1999

جاء التحدي الرئيسي الأول لشعبية بوتين في أغسطس 2000، عندما تعرض لانتقادات لسوء التعامل المزعوم مع كارثة غواصة كورسك. كان هذا النقد إلى حد كبير بسبب أن الأمر استغرق عدة أيام حتى يعود بوتين من الإجازة، والعديد من الأيام الأخرى قبل أن يزور مكان الحادث.
بين عامي 2000 و 2004، شرع بوتين في النهوض بالبلاد الوضعية المزرية، وبدأ على ما يبدو صراعًا على السلطة مع الأوليغارشية الروسية، وتوصل إلى «صفقة كبرى» معهم. سمحت هذه الصفقة للأوليغارشية بالاحتفاظ بمعظم سلطاتهم، مقابل دعمهم الواضح لحكومة بوتين.
حدثت أزمة رهائن مسرح موسكو في أكتوبر 2002. حذرت الصحافة الروسية ووسائل الإعلام الدولية من أن مقتل 130 رهينة في عملية إنقاذ القوات الخاصة خلال الأزمة سيلحق ضرراً شديداً بشعبية الرئيس بوتين. ومع ذلك، بعد وقت قصير من انتهاء الحصار، تمتع الرئيس الروسي بمعدلات قبول عامة قياسية، حيث أعلن 83٪ من الروس أنهم راضون عن بوتين وطريقة تعامله مع الحصار.
في عام 2003، أجري استفتاء في الشيشان، لتبني دستور جديد يعلن أن جمهورية الشيشان جزء من روسيا؛ من ناحية أخرى، حصلت المنطقة على الحكم الذاتي. استقرت الشيشان تدريجياً مع إقامة الانتخابات البرلمانية وتشكيل حكومة إقليمية. خلال الحرب الشيشانية الثانية، أعاقت روسيا بشدة حركة المتمردين الشيشان؛ ومع ذلك، استمرت الهجمات المتفرقة من قبل المتمردين في جميع أنحاء شمال القوقاز.

### 2008-2004: الفترة الرئاسية الثانية

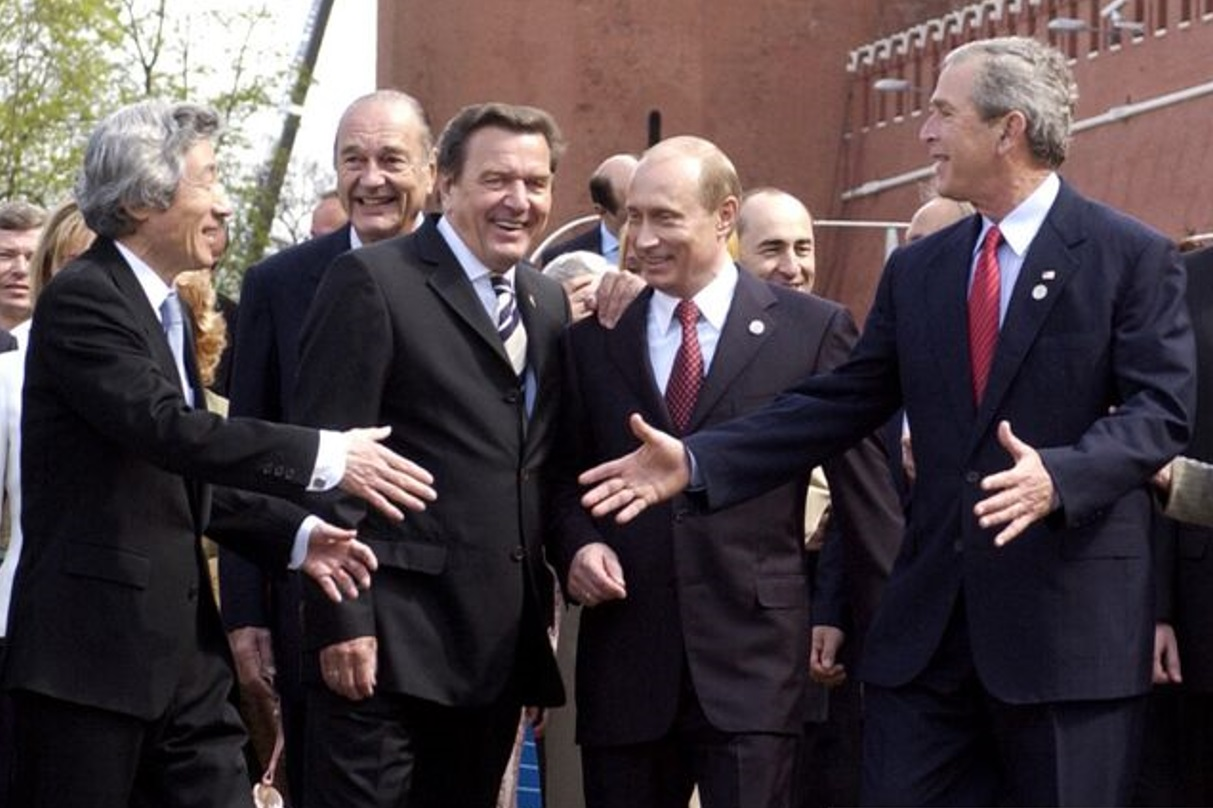
بوتين مع جونيشيرو كويزومي، جاك شيراك، غيرهارد شرودر، جورج دبليو بوش وقادة دولة آخرين في موسكو خلال موكب يوم النصر، 9 مايو 2005.

في 14 مارس 2004، انتخب بوتين لرئاسة الجمهورية لولاية ثانية، وحصل على 71٪ من الأصوات. وقعت أزمة رهائن مدرسة بسلان في 1 - 3 سبتمبر 2004؛ مات أكثر من 330 شخصًا، من بينهم 186 طفلًا.
كانت فترة العشر سنوات التي سبقت صعود بوتين بعد تفكك الحكم السوفيتي فترة اضطراب في روسيا. في خطابه في الكرملين عام 2005، وصف بوتين انهيار الاتحاد السوفيتي بأنه «أعظم كارثة جيوسياسية في القرن العشرين». اختفت شبكة الأمان الاجتماعي وانخفض متوسط العمر المتوقع في الفترة التي سبقت حكم بوتين. في عام 2005، أُطلقت المشروعات ذات الأولوية الوطنية لتحسين الرعاية الصحية والتعليم والإسكان والزراعة في روسيا.
اعتبرت الصحافة الدولية استمرار الملاحقة الجنائية لأغنى رجل في روسيا، رئيس شركة النفط والغاز يوكوس ميخائيل خودوركوفسكي، بتهمة الاحتيال والتهرب الضريبي، بمثابة انتقام لتبرعات خودوركوفسكي لكل من المعارضين الليبراليين والشيوعيين للكرملين. ألقي القبض على خودوركوفسكي، وأُعلن إفلاس شركة يوكوس، وبيعت أصول الشركة بالمزاد بأقل من قيمتها السوقية، واستحوذت شركة روسنفت الحكومية على الحصة الأكبر. كان يُنظر إلى مصير يوكوس على أنه علامة على تحول أوسع لروسيا نحو نظام رأسمالية الدولة. وقد تم التأكيد على ذلك في يوليو 2014، عندما منح مساهمي يوكوس 50 مليار دولار تعويضًا من قبل محكمة التحكيم الدائمة في لاهاي.
في 7 أكتوبر 2006، أطلقت النار على آنا بوليتكوفسكايا، الصحفية التي كشفت الفساد في الجيش الروسي وسلوكه في الشيشان، في بهو مبنى شقتها، في عيد ميلاد بوتين. أثار مقتل بوليتكوفسكايا انتقادات دولية، مع اتهامات بأن بوتين فشل في حماية وسائل الإعلام المستقلة الجديدة في البلاد. قال بوتين نفسه إن وفاتها سببت مشاكل للحكومة أكثر من كتاباتها.
في عام 2007، نظمت «مسيرة المنشقين» من قبل جماعة المعارضة روسيا الأخرى، بقيادة بطل الشطرنج السابق غاري كاسباروف والزعيم البلشفي الوطني إدوارد ليمونوف. بعد تحذيرات مسبقة، قوبلت المظاهرات في العديد من المدن الروسية بقمع الشرطة، والتي تضمنت التدخل في سفر المتظاهرين واعتقال ما يصل إلى 150 شخصًا حاولوا اختراق خطوط الشرطة.
في 12 سبتمبر 2007، حل بوتين الحكومة بناءً على طلب رئيس الوزراء ميخائيل فرادكوف. وعلق فرادكوف قائلاً إن ذلك كان لإعطاء الرئيس «حرية التصرف» في التحضير للانتخابات البرلمانية. عين فكتور زوبكوف رئيسًا جديدًا للوزراء.
في ديسمبر 2007، فاز حزب روسيا الموحدة بـ 64.24٪ من الأصوات الشعبية في ترشحهم لمجلس الدوما وفقًا للنتائج الأولية للانتخابات. اعتبر الكثيرون فوز روسيا الموحدة في انتخابات ديسمبر 2007 مؤشرًا على الدعم الشعبي القوي للقيادة الروسية آنذاك وسياساتها.

### 2012-2008: رئاسة الوزراء الثانية

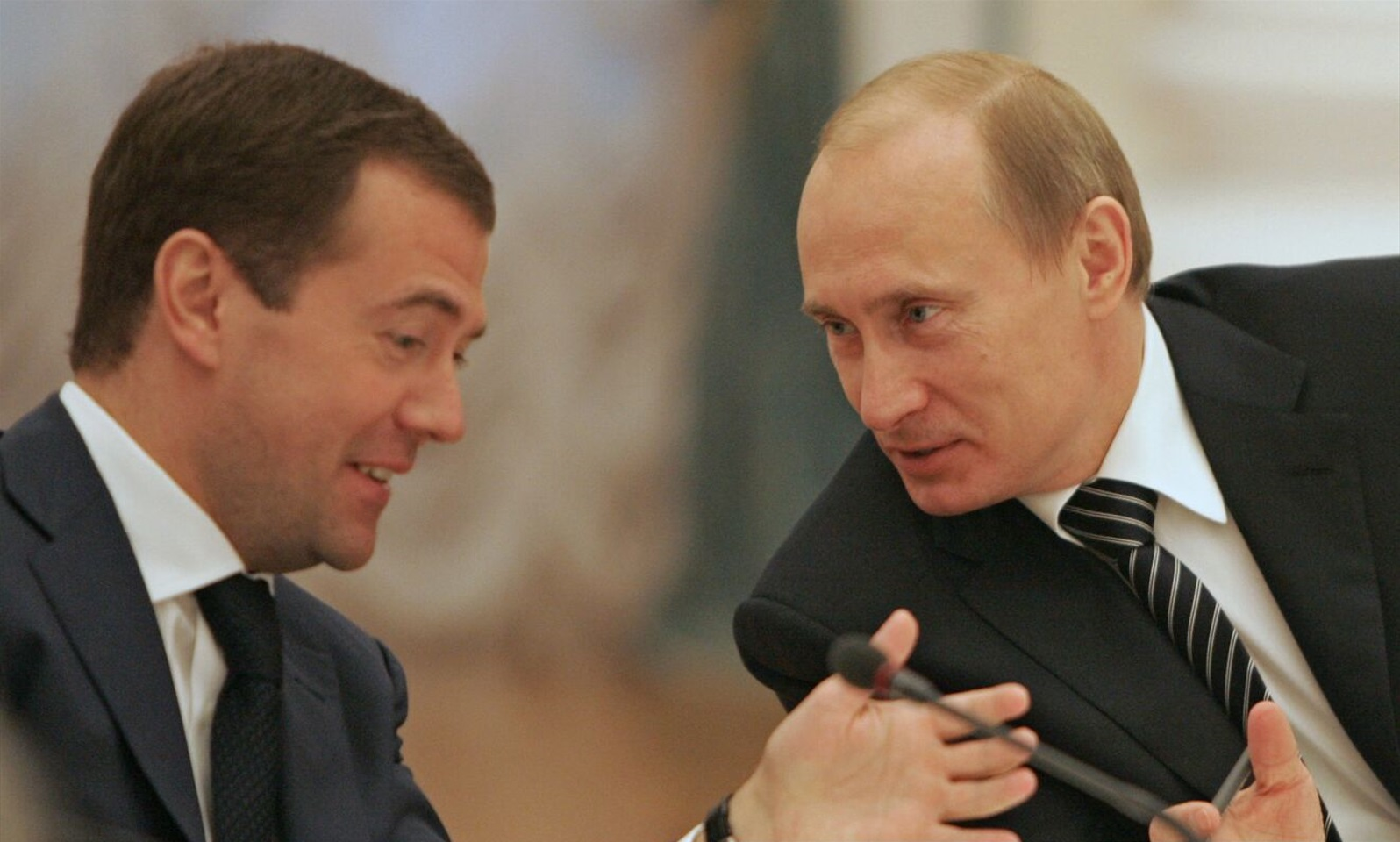
بوتين مع دميتري ميدفيديف، مارس 2008

مُنع بوتين من رئاسة روسيا لولاية ثالثة على التوالي من قبل الدستور. تم إنتخاب النائب الأول لرئيس الوزراء دميتري ميدفيديف خلفا له. في عملية تبديل السلطة في 8 مايو 2008، بعد يوم واحد فقط من تسليم الرئاسة إلى ميدفيديف، تم تعيين بوتين رئيسًا لوزراء روسيا، محافظًا على هيمنته السياسية.
قال بوتين إن التغلب على تداعيات الأزمة الاقتصادية العالمية كان أحد الإنجازين الرئيسيين في رئاسته الثانية لرئاسة الوزراء. كان الآخر هو تحقيق الاستقرار في حجم سكان روسيا بين عامي 2008 و 2011 بعد فترة طويلة من الانهيار الديموغرافي الذي بدأ في التسعينيات.
في 24 سبتمبر 2011، اقترح ميدفيديف رسميًا أن يترشح بوتين للرئاسة في عام 2012، وهو العرض الذي قبله بوتين. نظرًا للهيمنة شبه الكاملة لحزب روسيا الموحدة على السياسة الروسية، اعتقد العديد من المراقبين أن بوتين حصل على فترة ولاية ثالثة.
بعد الانتخابات البرلمانية في 4 ديسمبر 2011، شارك عشرات الآلاف من الروس في احتجاجات ضد التزوير الانتخابي المزعوم، وهي أكبر احتجاجات في عهد بوتين. انتقد المتظاهرون بوتين وحزب روسيا الموحدة وطالبوا بإلغاء نتائج الانتخابات. أثارت تلك الاحتجاجات الخوف من ثورة ملونة في المجتمع. يُزعم أن بوتين نظم عددًا من الجماعات شبه العسكرية الموالية له ولحزب روسيا الموحدة في الفترة ما بين 2005 و 2012.

### 2012–2018: الفترة الرئاسية الثالثة

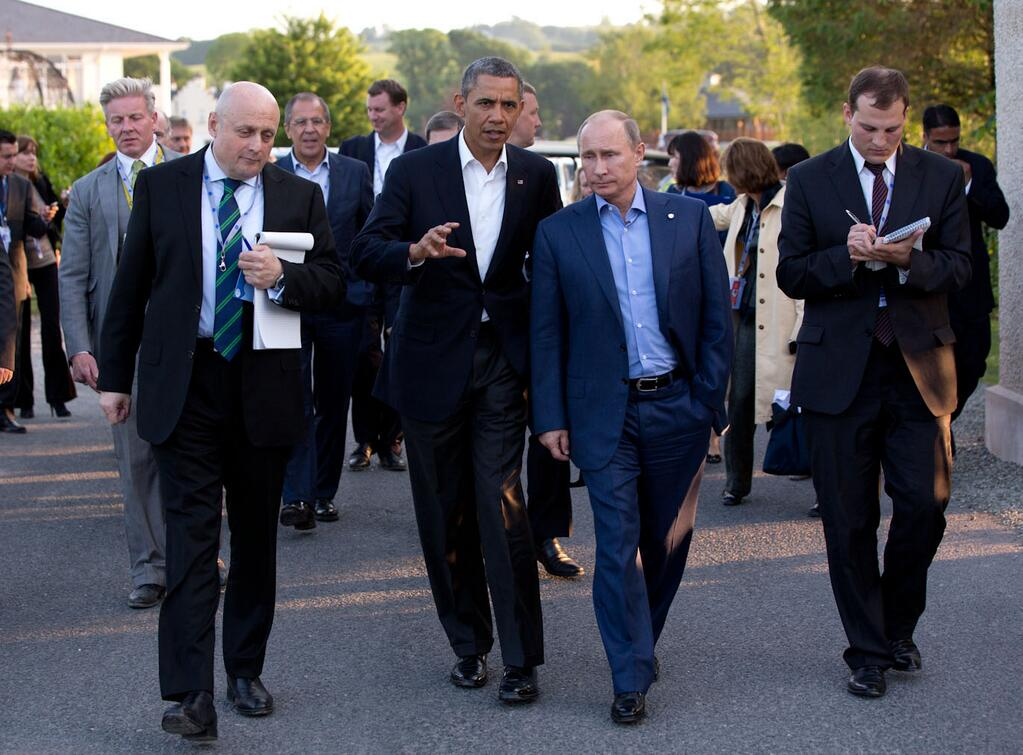
بوتين في اجتماع ثنائي مع الرئيس الأمريكي باراك أوباما خلال قمة مجموعة الثماني في أيرلندا، 17 يونيو 2013

في 24 سبتمبر 2011، أثناء حديثه في مؤتمر حزب روسيا الموحدة، أعلن ميدفيديف أنه سيوصي الحزب بترشيح بوتين كمرشح رئاسي. وكشف أيضًا أن الرجلين عقدا منذ فترة طويلة صفقة للسماح لبوتين بالترشح للرئاسة في عام 2012. وقد أطلق العديد من وسائل الإعلام على هذا التحول اسم «روكيروفكا»، وهو المصطلح الروسي لحركة الشطرنج «تبييت».
في 4 مارس 2012، فاز بوتين بالانتخابات الرئاسية الروسية لعام 2012 في الجولة الأولى، بنسبة 63.6٪ من الأصوات، على الرغم من الاتهامات الواسعة بتزوير الأصوات. اتهمت جماعات المعارضة بوتين وحزب روسيا الموحدة بالاحتيال. بينما تم الإعلان عن الجهود المبذولة لجعل الانتخابات شفافة، بما في ذلك استخدام كاميرات الويب في مراكز الاقتراع، انتقدت المعارضة الروسية والمراقبون الدوليون من منظمة الأمن والتعاون في أوروبا التصويت بسبب مخالفات إجرائية.
حدثت الاحتجاجات المناهضة لبوتين أثناء الحملة الرئاسية وبعدها مباشرة. كان الاحتجاج الأكثر شهرة هو عرض بوسي ريوت في 21 فبراير، وما تلاه من محاكمة. تجمع ما يقدر بنحو 8000-20000 متظاهر في موسكو في 6 مايو، عندها أصيب ثمانون شخصًا بجروح في مواجهات مع الشرطة، وتم اعتقال 450، وتم اعتقال 120 آخرين في اليوم التالي. حدث احتجاج مضاد من أنصار بوتين وبلغ ذروته في تجمع يقدر بنحو 130,000 من المشجعين في ملعب لوجنيكي، أكبر ملعب في روسيا. ذكر بعض الحاضرين أنهم تلقوا مبالغ نقدية للحضور، أو أجبرهم أصحاب العمل على القدوم، أو تم تضليلهم بالاعتقاد بأنهم ذاهبون لحضور مهرجان شعبي بدلاً من ذلك. ويعتبر التجمع هو الأكبر لدعم بوتين حتى الآن.
تم تنصيب الرئيس الروسي بوتين في الكرملين في 7 مايو 2012. في أول يوم له كرئيس، أصدر بوتين 14 مرسوماً رئاسياً، أطلق عليها اسم «مراسيم مايو» من قبل وسائل الإعلام، بما في ذلك واحد طويل ينص على أهداف واسعة النطاق للاقتصاد الروسي. تتعلق المراسيم الأخرى بالتعليم، والإسكان، وتدريب العمالة الماهرة، والعلاقات مع الاتحاد الأوروبي، وصناعة الدفاع، والعلاقات بين الأعراق، وغيرها من مجالات السياسة التي تم تناولها في مقالات برنامج بوتين الصادرة أثناء الحملة الرئاسية.
في عامي 2012 و 2013، دعم بوتين وحزب روسيا الموحدة، تشريعات أكثر صرامة ضد المثليين، في سانت بطرسبرغ وأرخانغلسك ونوفوسيبيرسك. قانون يسمى قانون دعاية المثليين في روسيا، وهو ضد «الدعاية الجنسية المثلية» (التي تحظر رموز مثل علم قوس قزح، وكذلك الأعمال المنشورة التي تحتوي على محتوى مثلي) تم تبنيه من قبل مجلس الدوما في يونيو 2013. رداً على المخاوف الدولية بشأن التشريع الروسي، طلب بوتين من النقاد ملاحظة أن القانون يمثل «حظرًا على الدعاية للاعتداء الجنسي على الأطفال والمثلية الجنسية» وذكر أن الزائرين المثليين جنسياً لدورة الألعاب الأولمبية الشتوية لعام 2014 يجب أن «يتركوا الأطفال بسلام» لكنه نفى وجود أي «تمييز مهني أو مهني أو اجتماعي» ضد المثليين جنسياً في روسيا.

#### الحرب الروسية الأوكرانية

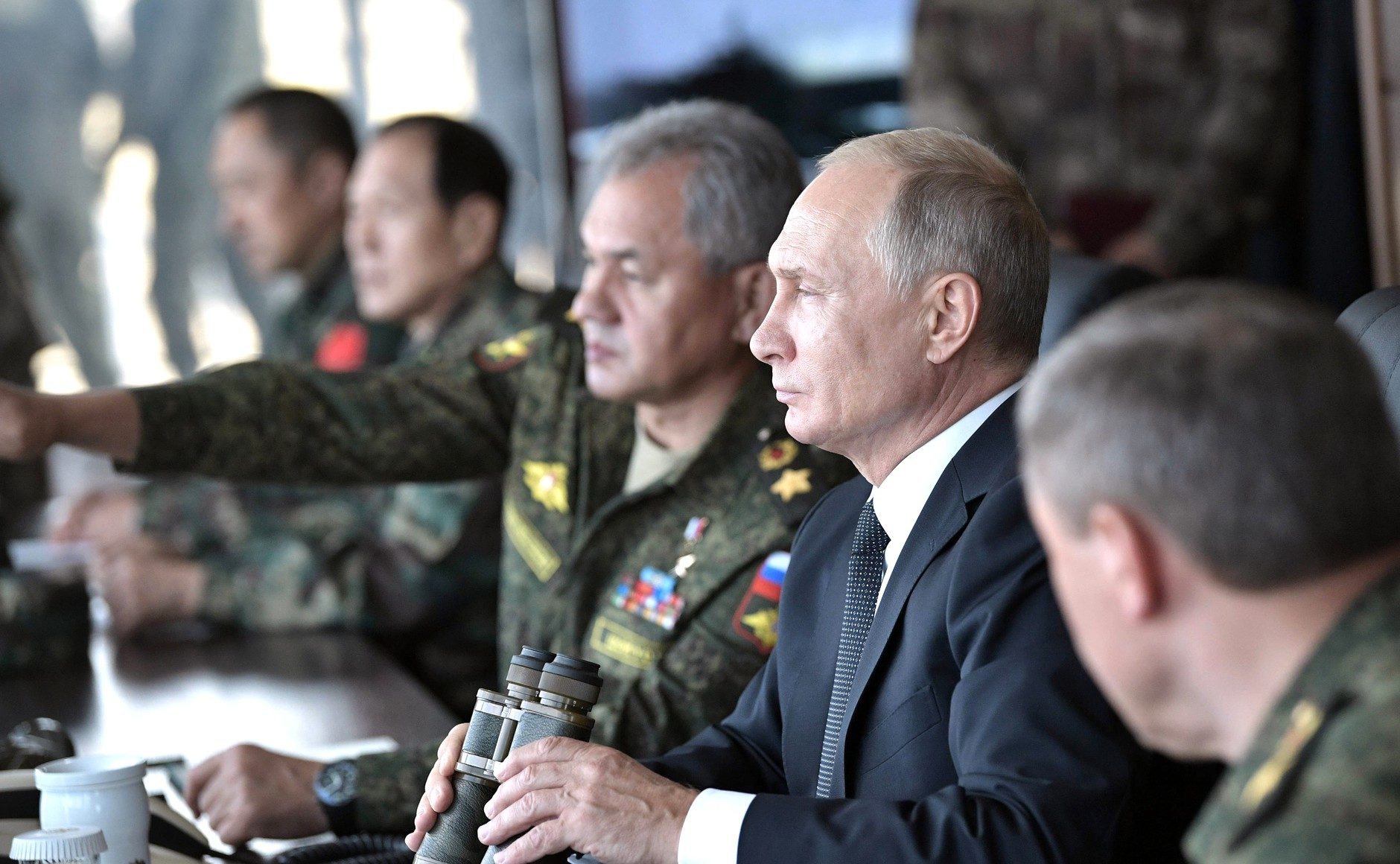
سيرجي شويغو وفلاديمير بوتين في التدريبات العسكرية "فوستوك 2018"

في عام 2014، قامت روسيا بعدة عمليات توغل عسكرية في الأراضي الأوكرانية. بعد احتجاجات الميدان الأوروبي وسقوط الرئيس الأوكراني فيكتور يانوكوفيتش، سيطر جنود روس بدون شارات على المواقع الاستراتيجية والبنية التحتية داخل إقليم القرم الأوكراني. ثم ضمت روسيا شبه جزيرة القرم وسيفاستوبول بعد استفتاء صوّت فيه، وفقًا للنتائج الرسمية، للانضمام إلى الاتحاد الروسي. في وقت لاحق، تصاعدت المظاهرات ضد الإجراءات التشريعية الأوكرانية رادا من قبل الجماعات الموالية لروسيا في منطقة دونباس في أوكرانيا إلى نزاع مسلح بين الحكومة الأوكرانية والقوات الانفصالية المدعومة من روسيا لجمهوريتي دونيتسك ولوغانسك الشعبية المعلنة من جانب روسيا. في أغسطس 2014، عبرت مركبات عسكرية روسية الحدود في عدة مواقع في دونيتسك أوبلاست. اعتبرت السلطات الأوكرانية توغل الجيش الروسي مسؤولاً عن هزيمة القوات الأوكرانية في أوائل سبتمبر.
في نوفمبر 2014، أعلن الجيش الأوكراني عن تحرك مكثف للقوات والمعدات من روسيا إلى الأجزاء التي يسيطر عليها الانفصاليون في شرق أوكرانيا. أفادت وكالة أسوشيتد برس بوجود 80 عربة عسكرية لا تحمل أية علامات أثناء تحركها في المناطق التي يسيطر عليها المتمردون. لاحظت بعثة المراقبة الخاصة التابعة لمنظمة الأمن والتعاون في أوروبا قوافل من الأسلحة الثقيلة والدبابات في الأراضي التي تسيطر عليها جمهورية دونيتسك الشعبية دون شارات. كما ذكر مراقبو منظمة الأمن والتعاون في أوروبا أنهم شاهدوا مركبات تنقل ذخيرة وجثث جنود تعبر الحدود الروسية الأوكرانية تحت ستار قوافل المساعدات الإنسانية.

#### التدخل في سوريا
في 30 سبتمبر 2015، أذن الرئيس بوتين بالتدخل العسكري الروسي في الحرب الأهلية السورية، بعد طلب رسمي من الحكومة السورية للمساعدة العسكرية ضد الجماعات المتمردة والجهادية.
تألفت الأنشطة العسكرية الروسية من الضربات الجوية وضربات صواريخ كروز واستخدام مستشاري الخطوط الأمامية والقوات الخاصة الروسية ضد الجماعات المسلحة المعارضة للحكومة السورية، بما في ذلك المعارضة السورية، وكذلك تنظيم الدولة الإسلامية في العراق والشام. وجبهة النصرة وتحرير الشام وأحرار الشام وجيش الفتح. بعد إعلان بوتين في 14 مارس 2016 أن المهمة التي حددها للجيش الروسي في سوريا قد «أُنجزت إلى حد كبير»، أمر بانسحاب «الجزء الرئيسي» من القوات الروسية من سوريا، انتشرت القوات الروسية في سوريا استمر في العمل بنشاط لدعم الحكومة السورية.

#### تدخل روسيا في الانتخابات الأمريكية 2016
في يناير 2017، أعرب تقييم لمجتمع الاستخبارات الأمريكية عن ثقته العالية في أن بوتين أمر شخصيًا بشن حملة، في البداية لتشويه سمعة هيلاري كلينتون والإضرار بفرصها الانتخابية ورئاستها المحتملة، ثم طور لاحقًا «تفضيلًا واضحًا» لدونالد ترامب. نفى ترامب باستمرار أي تدخل روسي في الانتخابات الأمريكية، كما فعل ذلك بوتين أيضاً عدة مرات. صرح بوتين لاحقًا أن التدخل كان «ممكنًا نظريًا» ويمكن أن يكون قد تم من قبل قراصنة روس «ذوي تفكير وطني». في يوليو 2018، ذكرت صحيفة نيويورك تايمز أن وكالة المخابرات المركزية رعت منذ فترة طويلة مصدرًا روسيًا ارتقى في النهاية إلى منصب قريب من بوتين، مما سمح للمصدر بتمرير معلومات أساسية في عام 2016 حول تورط بوتين المباشر. واصل بوتين محاولات مماثلة في الانتخابات الرئاسية الأمريكية لعام 2020.

### 2018 إلى الوقت الحاضر: الفترة الرئاسية الرابعة

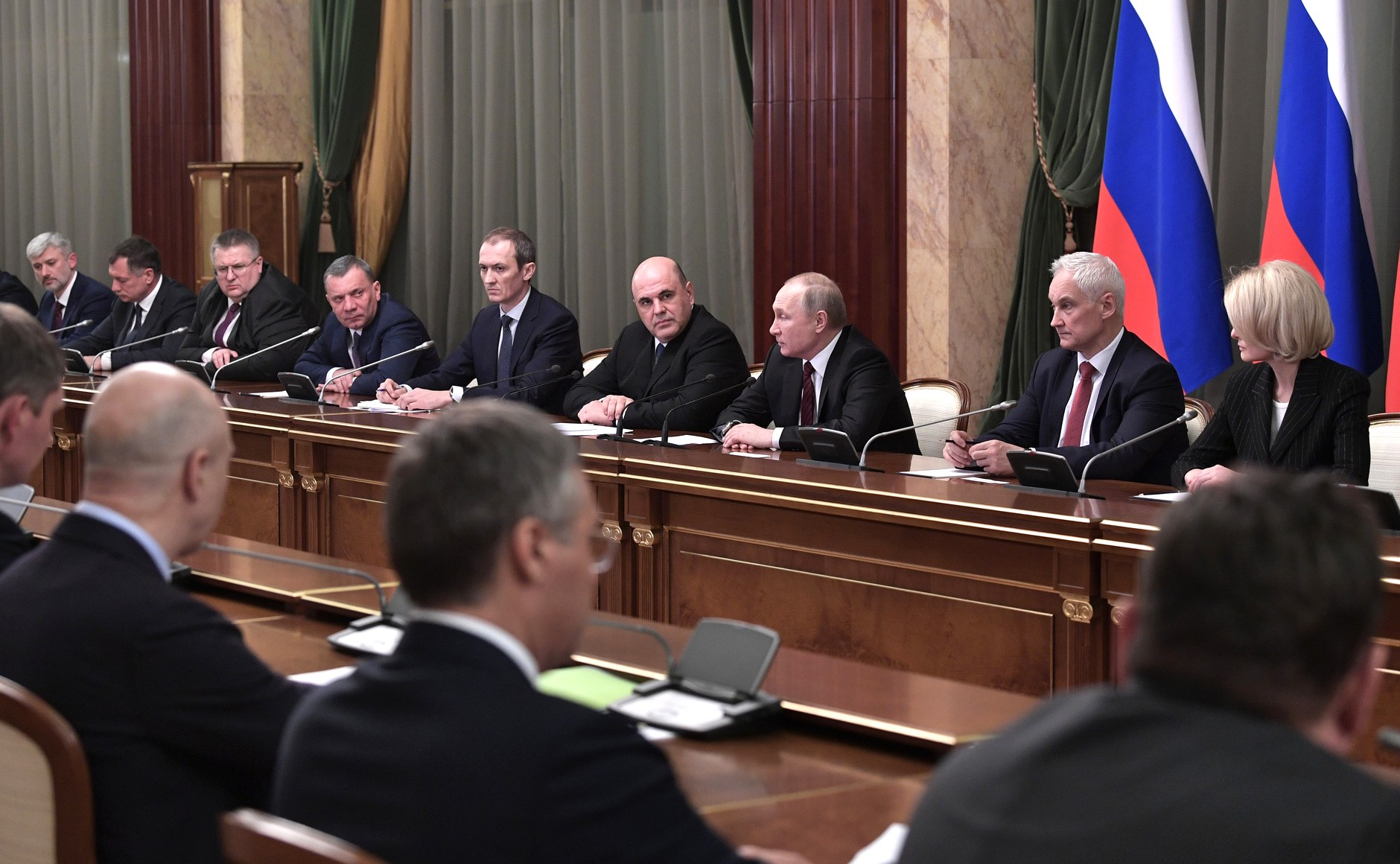
لقاء بوتين ورئيس الوزراء المعين حديثًا ميخائيل ميشوستين مع أعضاء حكومة ميشوستين، 21 يناير 2020

فاز بوتين بالانتخابات الرئاسية الروسية لعام 2018 بأكثر من 76٪ من الأصوات. بدأت فترته الرابعة في 7 مايو 2018، وستستمر حتى عام 2024. في نفس اليوم دعا بوتين ديمتري ميدفيديف لتشكيل حكومة جديدة. في 15 مايو 2018، شارك بوتين في افتتاح الحركة على طول مقطع الطريق السريع من جسر القرم. في 18 مايو 2018، وقع بوتين مراسيم بشأن تشكيل الحكومة الجديدة. في 25 مايو 2018، أعلن بوتين أنه لن يترشح للرئاسة في عام 2024، مبررًا ذلك بالامتثال للدستور الروسي. في 14 يونيو 2018، افتتح بوتين كأس العالم لكرة القدم 2018، والتي أقيمت في روسيا لأول مرة.
في سبتمبر 2019، تدخلت إدارة بوتين في نتائج الانتخابات الإقليمية في روسيا وتلاعبت بها من خلال القضاء على جميع المرشحين في المعارضة. الحدث الذي كان يهدف إلى المساهمة في انتصار الحزب الحاكم، روسيا الموحدة، الذي ساهم أيضًا في التحريض على الاحتجاجات الجماهيرية المطالبة بالديمقراطية، مما أدى إلى اعتقالات واسعة النطاق وحالات عنف الشرطة.
في 15 يناير 2020، استقال ميدفيديف وحكومته بأكملها بعد خطاب بوتين الرئاسي لعام 2020 أمام الجمعية الفيدرالية. اقترح بوتين تعديلات دستورية رئيسية يمكن أن تمد سلطته السياسية بعد الرئاسة. في الوقت نفسه، نيابة عن بوتين، استمر في ممارسة سلطاته حتى تشكيل حكومة جديدة. اقترح بوتين أن يتولى ميدفيديف المنصب الجديد وهو نائب رئيس مجلس الأمن. في نفس اليوم، رشح بوتين ميخائيل ميشوستين، رئيس خدمة الضرائب الفيدرالية في البلاد لمنصب رئيس الوزراء. في اليوم التالي، أكد مجلس الدوما توليه المنصب، وعُين رئيسًا للوزراء بمرسوم بوتين. كانت هذه هي المرة الأولى على الإطلاق التي يتم فيها تأكيد رئيس الوزراء دون أي أصوات معارضة. في 21 يناير 2020، قدم ميشوستين إلى بوتين مسودة هيكل حكومته. في نفس اليوم، وقع الرئيس على مرسوم بشأن هيكل مجلس الوزراء وعيّن الوزراء المقترحين.

#### جائحة فيروس كورونا
في 15 مارس 2020، أصدر بوتين تعليماته بتشكيل مجموعة عمل تابعة لمجلس الدولة لمواجهة انتشار فيروس كورونا. عين بوتين عمدة موسكو سرغي سوبيانين على رأس المجموعة.
في 22 مارس 2020، بعد مكالمة هاتفية مع رئيس الوزراء الإيطالي جوزيبي كونتي، أمر بوتين الجيش الروسي لإرسال مسعفين عسكريين ومركبات تطهير خاصة ومعدات طبية أخرى إلى إيطاليا، التي كانت الدولة الأوروبية الأكثر تضررًا من جائحة فيروس كورونا.

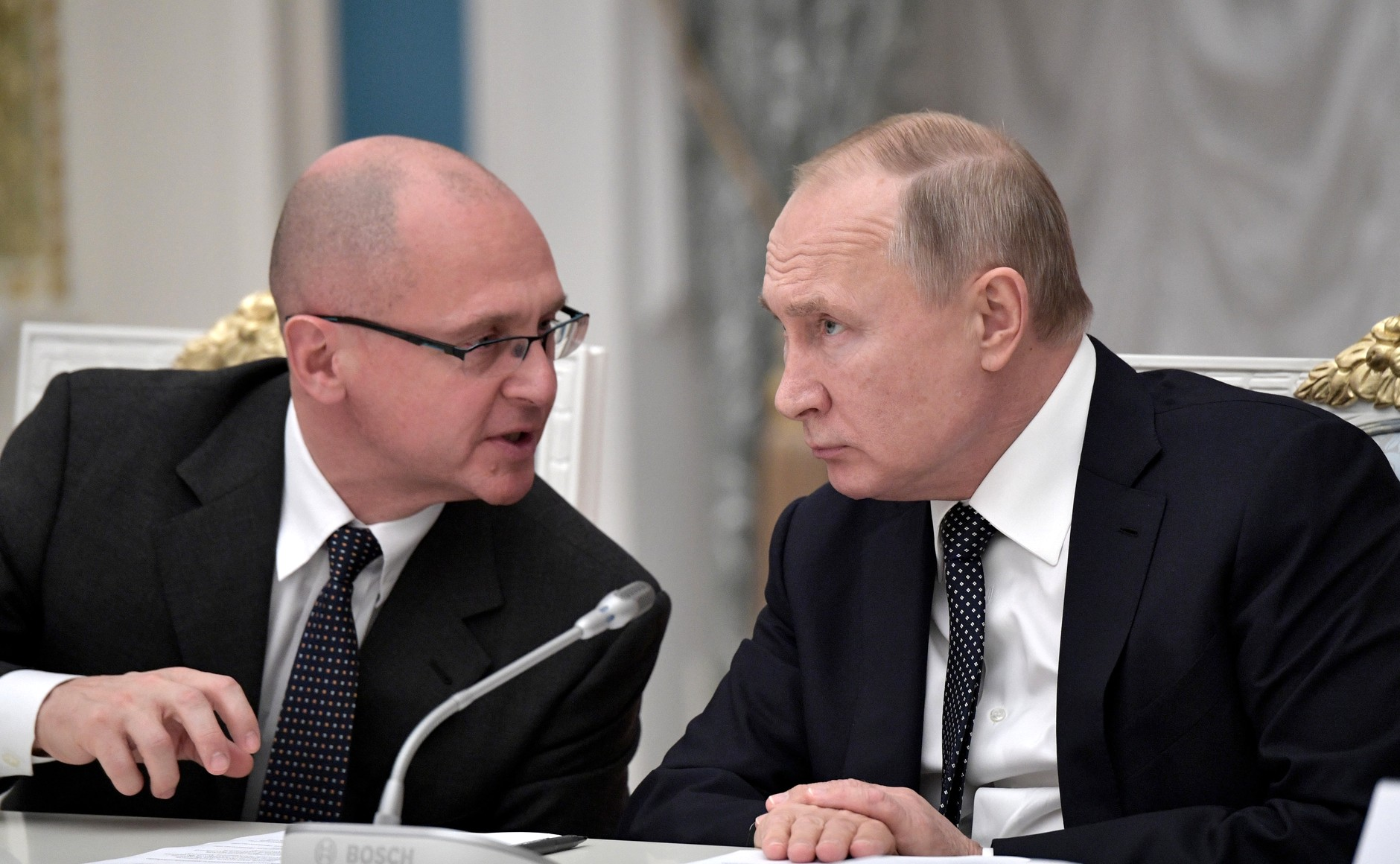
بوتين وسيرجي كيرينكو، المسؤول عن السياسة الداخلية لروسيا.

في 24 مارس 2020، زار بوتين مستشفى في كوموناركا بموسكو، حيث يتم الاحتفاظ بالمرضى المصابين بفيروس كورونا، حيث تحدث معهم ومع الأطباء. بدأ بوتين العمل عن بعد من مكتبه في نوفو أوغاريوفو. وفقًا لديمتري بيسكوف، إجتاز بوتين الفحوصات اليومية لفيروس كورونا، وصحته ليست في خطر.
في 25 مارس، أعلن الرئيس بوتين في خطاب متلفز للأمة أنه سيتم تأجيل الاستفتاء الدستوري في 22 أبريل بسبب فيروس كورونا. وأضاف أن الأسبوع المقبل سيكون عطلة مدفوعة الأجر على مستوى البلاد وحث الروس على البقاء في منازلهم. كما أعلن بوتين عن قائمة إجراءات الحماية الاجتماعية، ودعم الشركات الصغيرة والمتوسطة، والتغييرات في السياسة المالية. أعلن بوتين عن الإجراءات التالية للمؤسسات الصغرى والشركات الصغيرة والمتوسطة الحجم: تأجيل مدفوعات الضرائب (باستثناء ضريبة القيمة المضافة الروسية) للأشهر الستة المقبلة، وخفض حجم مساهمات الضمان الاجتماعي إلى النصف، وتأجيل مساهمات الضمان الاجتماعي، وتأجيل القروض.
في 2 أبريل 2020، أصدر بوتين مرة أخرى خطابًا أعلن فيه تمديد وقت التوقف عن العمل حتى 30 أبريل. شبه بوتين معركة روسيا ضد فيروس كورونا بمعارك روسيا مع غزو شعوب بجناك والكومان في القرنين العاشر والحادي عشر. في استطلاع ليفادا في الفترة من 24 إلى 27 أبريل، قال 48٪ من المستجيبين الروس إنهم لا يوافقون على تعامل بوتين مع جائحة فيروس كورونا.
في يونيو 2021، قال بوتين إنه تم تطعيمه بالكامل ضد الفيروس بلقاح سبوتنيك في، مشددًا على أنه علي الرغم من كون التطعيمات طوعية، فإن جعلها إلزامية في بعض المهن من شأنه أن يبطئ من انتشار كورونا. في سبتمبر، دخل بوتين في العزل بعد أن ثبتت إصابة الأشخاص في دائرته المقربة بالمرض.

#### الاستفتاء على التعديلات الدستورية
وقع بوتين على أمر تنفيذي في 3 يوليو 2020 لإدخال تعديلات رسمية على الدستور الروسي، مما يسمح له بالترشح لفترتين إضافيتين لمدة ست سنوات. دخلت هذه التعديلات حيز التنفيذ في 4 يوليو 2020.
منذ 11 يوليو، نظمت احتجاجات في خاباروفسك كراي في الشرق الأقصى الروسي دعماً للحاكم الإقليمي المعتقل سيرجي فورغال. أصبحت احتجاجات خاباروفسك كراي لعام 2020 مناهضة لبوتين بشكل متزايد. وجد استطلاع ليفادا في يوليو 2020 أن 45٪ من الروس الذين شملهم الاستطلاع يؤيدون الاحتجاجات.
في 22 ديسمبر 2020، وقع بوتين على مشروع قانون يمنح الحصانة القضائية مدى الحياة للرؤساء الروس السابقين.

#### 2022-2021 الغزو الروسي الأوكراني
في أعقاب ثورة الكرامة الموالية للغرب في أوكرانيا في عام 2014، استولى بوتين على المناطق الشرقية من البلاد وضم شبه جزيرة القرم. في فبراير 2022، شن حربًا للسيطرة على ما تبقى من البلاد والإطاحة بالحكومة المنتخبة بحجة أنها كانت تدار من قبل «النازيين». أدى غزو أوكرانيا إلى إدانة عالمية لبوتين، وفرض عقوبات واسعة النطاق على الاتحاد الروسي.
في سبتمبر 2021، أجرت أوكرانيا مناورات عسكرية مع قوات الناتو. وحذر الكرملين من أن توسيع البنية التحتية العسكرية لحلف الناتو في أوكرانيا سوف يتجاوز «الخطوط الحمراء» بالنسبة لبوتين. نفى المتحدث باسم بوتين، ديمتري بيسكوف، المزاعم القائلة بأن روسيا كانت تستعد لغزو محتمل لأوكرانيا.
في 30 نوفمبر، صرح بوتين أن توسع الناتو في أوكرانيا، وخاصة نشر أي صواريخ باليستية طويلة المدى قادرة على ضرب المدن الروسية أو أنظمة الدفاع الصاروخية الأمريكية المماثلة لتلك الموجودة في رومانيا وبولندا، سيكون «خطًا أحمر» بالنسبة للكرملين. طلب بوتين من الرئيس جو بايدن الحصول على ضمانات قانونية بأن الناتو لن يتوسع شرقًا أو يضع «أنظمة أسلحة تهددنا على مقربة من الأراضي الروسية». رفضت الولايات المتحدة وحلف شمال الأطلسي مطالب بوتين.
في فبراير 2022، حذر بوتين من أن انضمام أوكرانيا إلى الناتو يمكن أن يشجع أوكرانيا على استعادة السيطرة على شبه جزيرة القرم التي ضمتها روسيا أو المناطق التي يحكمها الانفصاليون الموالون لروسيا في دونباس، قائلاً: «تخيل أن أوكرانيا عضو في الناتو وجرت عملية عسكرية لاستعادة شبه جزيرة القرم. هل سنقاتل ضد الناتو؟ هل فكر أحد في ذلك؟». في 7 فبراير، قال بوتين في مؤتمر صحفي مشترك مع الرئيس الفرنسي إيمانويل ماكرون أن «عدد من أفكار ماكرون ومقترحاته ... ممكنة كأساس لمزيد من الخطوات وسنبذل قصارى جهدنا لإيجاد حلول وسط تناسب الجميع». وعد بوتين بعدم تنفيذ مبادرات عسكرية جديدة بالقرب من أوكرانيا.
في 15 فبراير، أيد مجلس الدوما، قرارًا يدعو إلى الاعتراف الدبلوماسي بجمهوريتين انفصاليتين معلنتين ذاتيًا في دونباس. في 21 فبراير، وقع بوتين مرسومًا يعترف بالجمهوريات الانفصالية كدول مستقلة. في 24 فبراير، أعلن بوتين في خطاب متلفز عن إجراء عملية عسكرية خاصة في أوكرانيا، حيث شن غزوًا واسع النطاق لأوكرانيا. وقال إن الغرض من «العملية» هو «حماية الناس» في منطقة دونباس التي تقطنها أغلبية من الناطقين بالروسية والذين، بحسب بوتين، «يواجهون منذ ثماني سنوات الإذلال والإبادة الجماعية التي يرتكبها نظام كييف». قال بوتين إن «مسؤولية إراقة دماء محتملة تقع بالكامل على ضمير النظام الحاكم في أراضي أوكرانيا».
قُوبل غزو بوتين بإدانة دولية. تم فرض العقوبات الدولية على روسيا على نطاق واسع، بما في ذلك ضد بوتين شخصيًا. عقب اجتماع طارئ لمجلس الأمن التابع للأمم المتحدة، قال الأمين العام للأمم المتحدة أنطونيو غوتيريش: «الرئيس بوتين، باسم الإنسانية، أعد قواتك إلى روسيا». وصف الرئيس الأمريكي جو بايدن الغزو بأنه «غير مبرر». وندد الاتحاد الأوروبي بالهجوم ووعد بمحاسبة الكرملين. اقترح رئيس الوزراء البريطاني بوريس جونسون أن بوتين قد يواجه اتهامات بارتكاب جرائم حرب، وقال «إن المملكة المتحدة وحلفاءها يعملون على إنشاء محكمة جرائم حرب دولية خاصة للمتورطين في جرائم الحرب في مسرح أوكرانيا». في منطقة آسيا والمحيط الهادئ، استجابت اليابان وتايوان وسنغافورة وأستراليا ونيوزيلندا أيضًا بحزم بالتنديد والعقوبات. في 3 مارس، صوتت الجمعية العامة للأمم المتحدة بأغلبية ساحقة لإدانة روسيا للغزو وطالبت بسحب قوات بوتين. تم تمرير القرار بأغلبية 141 صوتًا مقابل خمسة (مع امتناع 35 عن التصويت). امتنعت الصين حليفة بوتين عن التصويت. أعطت ردود الفعل الدولية على الغزو روسيا مكانة منبوذة، في مواجهة عزلة دولية متزايدة.
ردًا على ما أسماه بوتين «التصريحات العدوانية» من قبل الغرب، فقد وضع وحدات الردع النووي التابعة لقوات الصواريخ الاستراتيجية في حالة تأهب قصوى. قررت وكالات الاستخبارات الأمريكية أن بوتين كان «محبطًا» من التقدم البطيء بسبب الدفاع الأوكراني القوي غير المتوقع. شكك البيت الأبيض ومراقبون آخرون في صحة بوتين العقلية بعد عامين من العزلة أثناء جائحة فيروس كورونا. في 4 مارس، وقع بوتين على مشروع قانون يقضي بعقوبات بالسجن تصل إلى 15 عامًا لمن ينشرون «معلومات كاذبة عن علم» عن الجيش الروسي وعملياته، مما أدى إلى توقف بعض وسائل الإعلام في روسيا عن تغطية الحرب علي أوكرانيا. في 7 مارس، كشرط لإنهاء الغزو، طالب الكرملين بحياد أوكرانيا، والاعتراف بشبه جزيرة القرم كأراضي روسية، والاعتراف بجمهوريات دونيتسك ولوهانسك المعلنة ذاتيًا كدولتين مستقلتين. و في 17 مارس 2023 أصدرت المحكمة الجنائية الدولية أمر باعتقاله بتهمة ارتكاب جرائم حرب.

## السياسات الخارجية

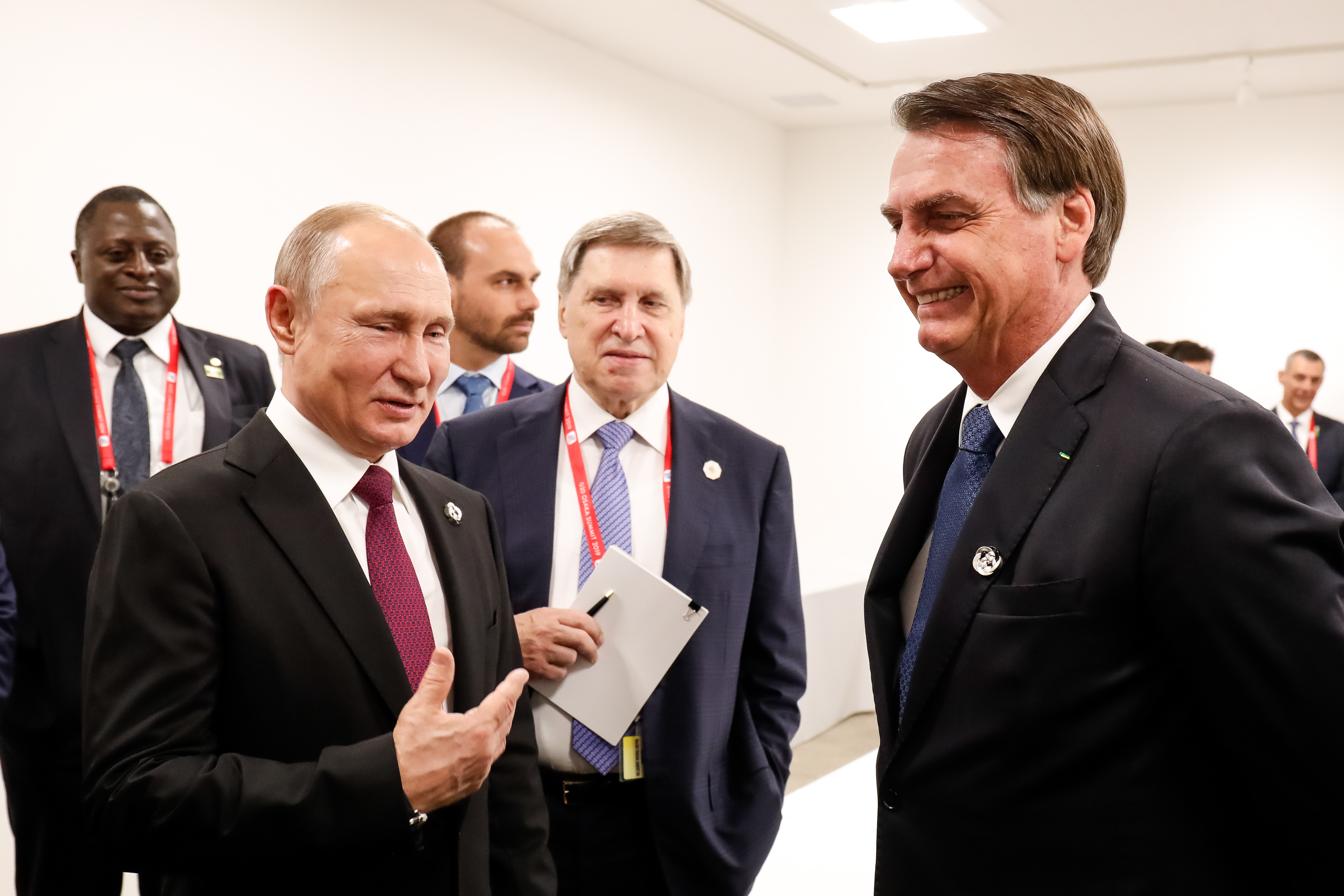
بوتين مع الرئيس البرازيلي جايير بولسونارو في قمة مجموعة العشرين 2019 في أوساكا باليابان.

### الولايات المتحدة وأوروبا الغربية وحلف شمال الأطلسي
في عهد بوتين، مرت علاقات روسيا بحلف شمال الأطلسي والولايات المتحدة بعدة مراحل. عندما أصبح رئيسًا لأول مرة، كانت العلاقات حذرة، ولكن بعد هجمات 11 سبتمبر، دعم بوتين الولايات المتحدة بسرعة في الحرب على الإرهاب وظهرت فرصة الشراكة. وفقًا لستيفن كوهين، فإن «الولايات المتحدة ردت بالتوسع الإضافي لحلف شمال الأطلسي إلى حدود روسيا والانسحاب أحادي الجانب من معاهدة الصواريخ المضادة للصواريخ الباليستية لعام 1972»، لكن آخرين أشاروا إلى أن الطلبات المقدمة من الدول الجديدة الراغبة في الانضمام إلى الناتو كانت مدفوعًا بشكل أساسي بالسلوك الروسي في الشيشان وترانسنيستريا وأبخازيا وانقلاب ياناييف بالإضافة إلى الدعوات لاستعادة الاتحاد السوفيتي في حدوده السابقة من قبل سياسيين روس بارزين.
منذ عام 2003، عندما عارضت روسيا بشدة الولايات المتحدة عندما شنت حرب العراق، أصبح بوتين أكثر بعدًا عن الغرب، وتدهورت العلاقات بشكل مطرد. وفقًا للباحث الروسي ستيفن كوهين، فإن رواية وسائل الإعلام الأمريكية السائدة أصبحت مناهضة لبوتين. في مقابلة مع مايكل ستورمير، قال بوتين إن هناك ثلاثة أسئلة تهم روسيا وأوروبا الشرقية بشكل أكبر: وضع كوسوفو، واتفاقية القوات المسلحة التقليدية في أوروبا، والخطط الأمريكية لبناء مواقع دفاع صاروخي في بولندا وجمهورية التشيك. وكان رأيه أن تنازلات الغرب بشأن أحد الأسئلة قد تقابل بتنازلات من روسيا في مسألة أخرى.

## سياسات بوتين الخارجية تجاه الشرق الأوسط
شكّل الرئيس الروسي فلاديمير بوتين شخصيًا السياسة الروسية في الشرق الأوسط عبر تدخلاته المباشرة والعلاقات الثنائية والتحولات التكتيكية. فيما يلي تحليل مبسط لأبرز إجراءاته:

### ايران
عمل بوتين على تعميق التعاون مع إيران خصوصًا بعد عام 2007،مؤكِّدًا على شراكات الطاقة والنووي المدني ففي أغسطس 2007 زار بوتين طهران لحضور قمة دول بحر قزوين، حيث حيث التقى بالرئيس الإيراني محمود أحمدي نجاد، وكانت هذة اول زيارة لزعيم سوفيتي او روسي الى إيران منذ مشاركة جوزيف ستالين في مؤتمر طهران عام 1943، وقال بوتن إن "جميع دولنا (دول بحر قزوين ) لها الحق في تطوير برامجها النووية السلمية دون أي قيود" ،على الرغم من انه اعرب عن مخاوفة بشأن البرنامج النووي الايراني،وفي مارس 2010 أعلن بوتين بدء تحميل الوقود في محطة الطاقة النووية في بوشهر خلال الصيف آنذاك، في خطوة رمزية على استمرار التعاون النووي الروسي-الإيراني. كما كان بوتين داعمًا لبرنامج إيران النووي السلمي، ففي أبريل 2016  رفع الحظر عن شحنة صواريخ «إس-300» إلى طهران بعد سنوات من التأجيل، وأتمت موسكو تسليمها بحلول أكتوبر 2016. وفي يوليو 2022 زار بوتين طهران والتقى المرشد الأعلى علي خامنئي.
، في أول رحلة خارج الدول السوفياتية السابقة منذ اندلاع الحرب الأوكرانية. قبيل هذه الزيارة بأيام وقّع عملاق النفط الروسي «غازبروم» مذكرة تفاهم مع شركة النفط الوطنية الإيرانية (NIOC) لتطوير التعاون النفطي والغازي بقيمة نحو 40 مليار دولار. وقد تعهّد بوتين في مؤتمرات صحفية بالعمل على تعزيز العلاقات السياسية والاقتصادية مع طهران، مؤكدًا دعم روسيا لمصالح إيران في السياق الدولي. كما تبادل بوتين الرئيس الإيراني الجديد إبراهيم رئيسي مكالمات هاتفية في يونيو 2022 ناقشا فيها ضرورة مواصلة الجهود الدبلوماسية لإحياء الاتفاق النووي لعام 2015، مع التأكيد على توطيد العلاقات الثنائية.
من الناحية الاقتصادية، يستمر بوتين في السعي لتعميق المصالح الروسية في إيران. فعلى سبيل المثال، تابع شخصيًا مشروع بناء محطة بوشهر حيث أُعلن عن اكتمال تشغيلها في أغسطس 2010. وبهذه المناسبات أكد بوتين أن بلاده ستسلم كامل أنظمة «إس-300» للدفاع الجوي بعد رفع العقوبات الدولية. كما سعى بوتين إلى توسعة التجارة الثنائية والاستثمار، مستفيدًا من وضع روسيا في مجلس الأمن الدائم لمنح إيران مجالًا للتسويق. ويحظى الدعم الروسي لإيران بدعم طهران الدبلوماسي – حيث واصل بوتين تزويد إيران بالوقود النووي وإرسال خبراء بناء، وأبدى فتح أبواب طهران نحو الاستثمارات الروسية في قطاع النفط والغاز.

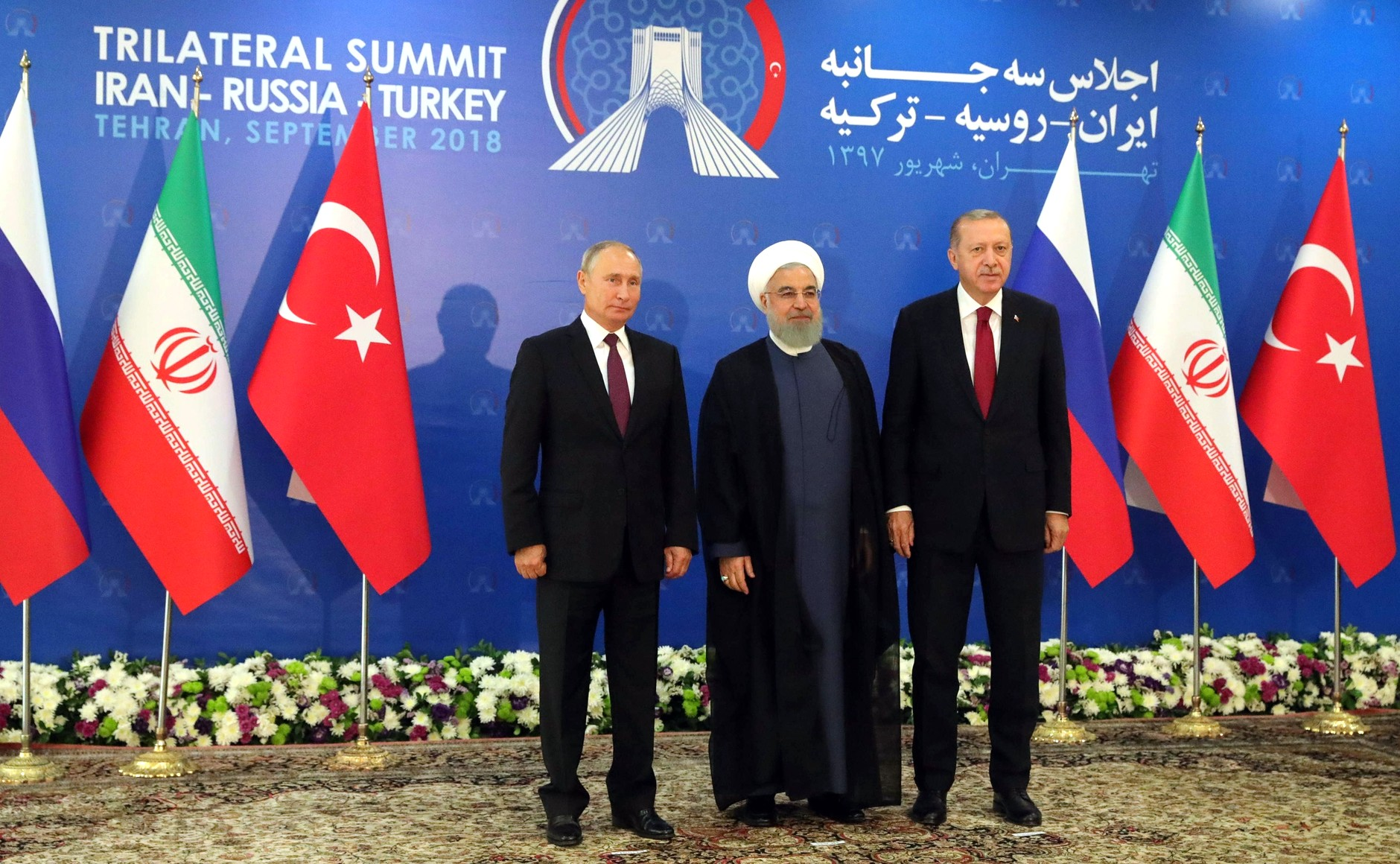

بوتين مع الرئيس الإيراني حسن روحاني والرئيس التركي رجب طيب أردوغان.

### السعودية
في السعودية، حقق بوتين مكاسب تدريجية بدءًا من أول زيارة له عام 2007 واستمرارية زيارته عام 2019 وصولاً إلى 2023. ففي فبراير 2007 قام بوتين بأول زيارة رسمية إلى السعودية، في إطار جولة شملت دول الخليج، حيث أكد سعيه لتوسيع الشراكة في الطاقة والدفاع مع الرياض. وخلال هذه الزيارة بحث بوتين عقود أسلحة محتملة وكانت السعودية تبحث عن تجديد صفقة دبابات قائمة. وبعد انقطاع طويل دام أكثر من عقد، عاد بوتين إلى الرياض في أكتوبر 2019 في زيارة هي الأولى منذ عام 2007. التقى خلالها الملك سلمان وولي العهد الأمير محمد بن سلمان، وأعلنا في مؤتمرات مشتركة أن العلاقات بين البلدين ودية ومهمة لاستقرار المنطقة. وقد أكدت الصحف السعودية أن الطرفين سيزيدان التنسيق عبر تحالف “أوبك+”، وأشاد بوتين بدوره في دعم أسعار النفط. خلال تلك الزيارة عرض بوتين بيع منظومة الدفاع الجوي «إس-400» للسعودية وأبرمت شركات روسية ومصرية صفقات طاقة مشتركة.

### العراق
تطورت سياسات بوتين نحو العراق بشكل لافت بعد الغزو الأمريكي عام 2003، إذ سعى إلى الحفاظ على مصالح روسيا الاقتصادية والعسكرية. بعد عام 2003 رفض بوتين الغزو الأمريكي ودعا إلى التعامل عبر مؤسسات الأمم المتحدة، ثم بدأت موسكو تعديل موقفها لتقوية العلاقات مع بغداد الجديدة. وفي السنوات التالية، شاركت شركات روسية كبرى في التنقيب عن النفط والغاز بالعراق وأعلنت صفقات استثمارية كبيرة، وفي 10 أكتوبر 2023 استضاف بوتين في الكرملين رئيس الوزراء العراقي محمد شياع السوداني، وهنّأه على التطورات في الاقتصاد العراقي. خلال اللقاء أثنى بوتين على تنسيق روسيا والعراق داخل مجموعة “أوبك+” لدعم استقرار أسواق النفط العالمي، وأشار إلى أن الاستثمارات الروسية في قطاع الطاقة العراقي تصل لحوالي 19 مليار دولار. وكانت شركة روسنفت قد أبرمت منذ 2017 اتفاقات نفطية كبيرة في إقليم كردستان، بينما تستخرج لوك أويل قرابة 480 ألف برميل يوميًا في حقل غرب القرنة 2 جنوبي العراق. كما أجرى بوتين اتصالات ونقاشات مع مسؤولين عراقيين سابقين وحاليين لتعزيز التعاون العسكري والاقتصادي.

### مصر
اتسمت علاقات بوتين مع مصر بحرصه على الاستفادة من تغير المواقف الأمريكية بعد 2013. فقد كان بوتين من أوائل الزعماء الكبار الذين دعموا عبد الفتاح السيسي عقب تنحي الرئيس مرسي في 2013. ففي فبراير 2014 استقبل بوتين (ثم رئيس الوزراء) السيسي في موسكو وأعلن دعمه الرسمي لترشحه الرئاسي، متمنياً له “التوفيق باسمه واسم الشعب الروسي”. وشكّل ذلك إشارة إلى رغبة روسيا في تعبئة الفراغ الأمريكي المحتمل في مصر. وبعد انتخاب السيسي، واصلت موسكو تعزيز الشراكة: في يناير 2015 قام بوتين بزيارة القاهرة وكرّمه السيسي بوصفه أول زعيم أجنبي يلتقيه بعد فترة الرئاسة الاولى.

### تركيا
كانت علاقة بوتين بحكومات أنقرة متذبذبة تتراوح بين الشراكة والصراع، لكن بوتين ظل مُهتمًا بالاستفادة من موقع تركيا الاستراتيجي. شهدت العلاقات أزمة كبيرة في نوفمبر 2015 حين أسقطت تركيا طائرة مقاتلة روسية قبالة الحدود ، مما أدى إلى توتر حاد بين البلدين. لكن في يونيو 2016 اعتذر الرئيس رجب طيب أردوغان إلى بوتين هاتفياً عن الحادث، وهو ما اعترف أردوغان بعدها بأنه أسهم في “سعادة شعبه”. كما اتصل بوتين بسرعة بعد محاولة الانقلاب الفاشلة في تركيا يوليو 2016، فأشاد أردوغان بوقوفه إلى جانب تركيا وقتها.
في أغسطس 2016 التقى بوتين وأردوغان في سانت بطرسبرغ لبدء فصل جديد في العلاقات. إذ اتفقا على استئناف مشاريع استراتيجية: أكّد بوتين دعم إنشاء خط أنابيب الغاز «تركستريم» (بتكلفة ~20 مليار دولار) واستئناف بناء محطة «أكويو» النووية التركية. كما تم الاتفاق على استئناف الرحلات الجوية المباشرة وإعادة مستويات التجارة السابقة. وفي ديسمبر 2017 وقع الزعيمان صفقة لبيع منظومة الدفاع الجوي «إس-400» إلى تركيا، وهو ما عزز التعاون العسكري مع أنقرة على رغم اعتراضات حلف الناتو.
وفي يناير 2020 سافر بوتين إلى إسطنبول لافتتاح أنبوب الغاز «تركستريم» الذي يربط روسيا بتركيا تحت البحر الأسود. وعندما اجتمع مرة أخرى مع أردوغان في أغسطس 2022 بسوتشي (بعقب مشاركتهما معًا في مفاوضات حبوب البحر الأسود)، شددا على عمق الشراكة: إذ قال أردوغان إن روسيا تمدّ تركيا بنحو 45% من حاجتها من الغاز، وأن محطة أكويو ستوفر حوالي 10% من الكهرباء التركية قريبًا. وأوضح أردوغان أن تركيا تشتري منظومة إس-400 الروسية في 2019 وتفكر في المزيد من المشاريع الدفاعية المشتركة مثل المقاتلات والغواصات. بوجه عام، نجح بوتين في إبراز تركيا شريكًا بالغ الأهمية في سياسة الطاقة والابتعاد التدريجي عن التحالفات الغربية التقليدية.

## الحياة الشخصية

### العائلة

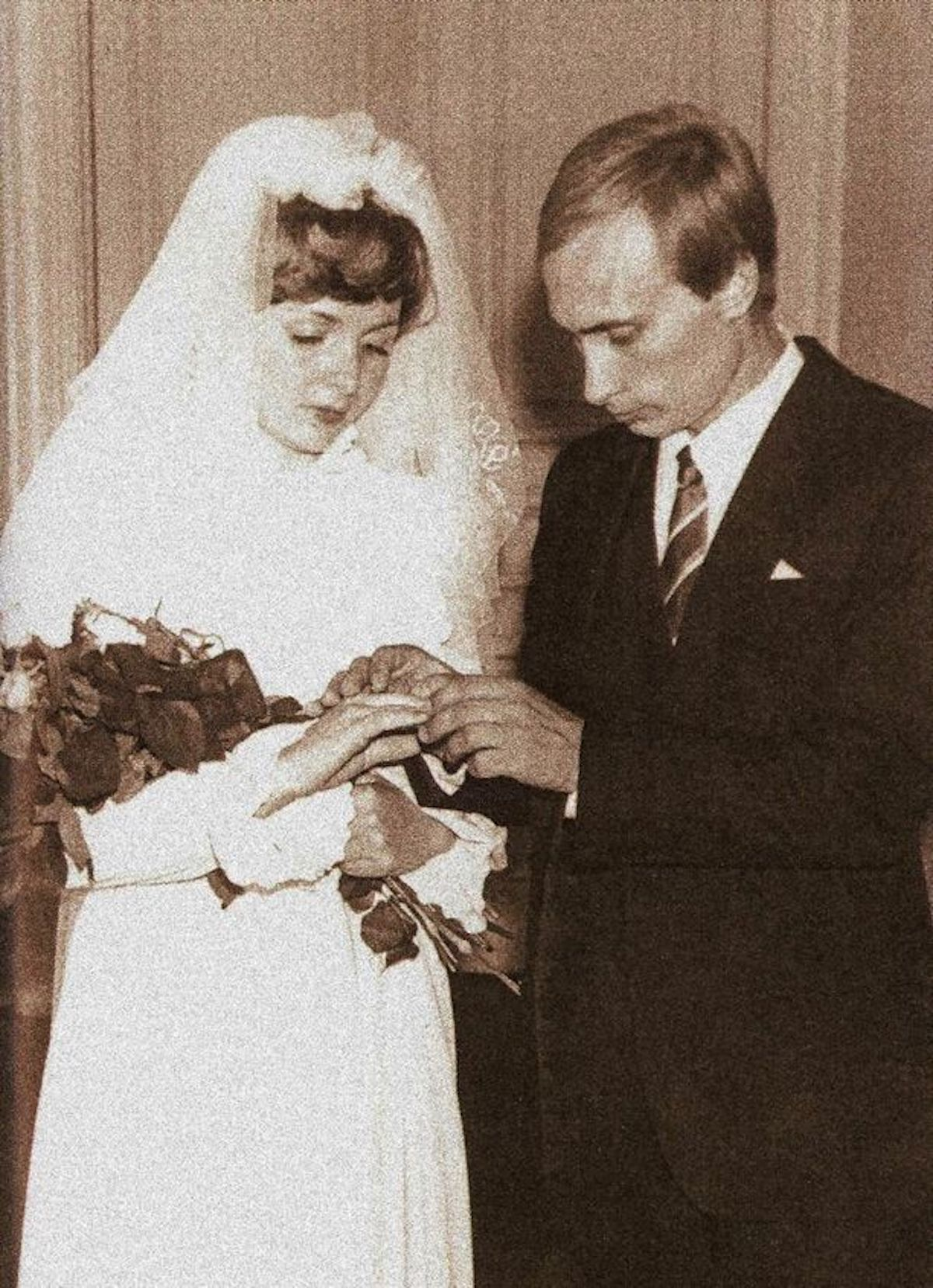
بوتين وليودميلا بوتينا في حفل زفافهما، 28 يوليو 1983

في 28 يوليو 1983، تزوج بوتين من لودميلا بوتينا، وعاشوا معًا في ألمانيا الشرقية من عام 1985 إلى عام 1990. ولديهما ابنتان، ماريا فورونتسوفا، ولدت في 28 أبريل 1985 في لينينغراد، وكاترينا تيخونوفا، ولدت في 31 أغسطس 1986 في درسدن، ألمانيا الشرقية.
زعم تحقيق أجرته بروكت ميديا نُشر في نوفمبر 2020 أن بوتين لديه ابنة أخرى، إليزافيتا (المعروفة باسم لويزا روزوفا)، ولدت في مارس 2003، ووالدتها هي سفيتلانا كريفونوجيخ.
في أبريل 2008، ذكرت صحيفة موسكوفسكي كوريسبوندانت أن بوتين قد طلق ليودميلا وكان سيتزوج من الحائزة على الميدالية الذهبية الأولمبية ألينا كاباييفا، وهي لاعبة جمباز إيقاعية سابقة وسياسية روسية. رُفضت القصة وأغلقت الصحيفة بعد ذلك بوقت قصير. استمر بوتين وليودميلا في الظهور علنًا معًا كزوجين، في حين أصبحت حالة علاقته بكاباييفا موضوعًا للتكهنات. في السنوات اللاحقة، كانت هناك تقارير متكررة لا أساس لها من الصحة تفيد بأن بوتين وكابايفا أنجبا عدة أطفال معًا، على الرغم من رفض هذه التقارير.
في 6 يونيو 2013، أعلن بوتين وليودميلا أن زواجهما قد انتهى، وفي 1 أبريل 2014، أكد الكرملين أن الطلاق قد وقع. في عام 2015، ورد أن كابايفا أنجبت ابنة؛ يُزعم أن بوتين هو الأب. في عام 2019، ورد أن كابيفا أنجبت توأمين من قبل بوتين.

### الديانة
بوتين هو أرثوذكسي روسي. كانت والدته من المؤمنين المسيحيين المخلصين الذين التحقوا بالكنيسة الروسية الأرثوذكسية، بينما كان والده ملحدًا. على الرغم من أن والدته لم تكن تحتفظ بأي أيقونات في المنزل، إلا أنها كانت ترتاد الكنيسة بانتظام، على الرغم من اضطهاد الحكومة لدينها في ذلك الوقت. قامت والدته بتعميده سرًا وهو طفل، وكانت تأخذه بانتظام إلى القداس.
وفقًا لبوتين، بدأت صحوته الدينية بعد حادث سيارة خطير لزوجته في عام 1993، وإشتعال النيران التي أدت إلى إحراق المنزل في أغسطس 1996. قبل وقت قصير من زيارة رسمية لإسرائيل، أعطته والدة بوتين صليب المعمودية، وطلبت منه أن يباركه. يقول بوتين، «لقد فعلت ما قالت ثم وضعت الصليب حول رقبتي. لم أخلعه أبدًا منذ ذلك الحين.»

### الرياضة
يشاهد بوتين كرة القدم ويدعم نادي زينيت سانت بطرسبرغ. كما أنه يبدي اهتمامًا بهوكي الجليد والباندي.
يمارس بوتين الجودو منذ أن كان عمره 11 عامًا، قبل أن ينتقل إلى السامبو في سن الرابعة عشرة. فاز بمسابقات في كلتا الرياضتين في لينينغراد. حصل على جائزة دان الثامنة للحزام الأسود عام 2012، ليصبح أول روسي يحصل على هذا المركز. يمارس بوتين أيضًا الكاراتيه. شارك في تأليف كتاب بعنوان الجودو مع فلاديمير بوتين باللغة الروسية، والجودو: التاريخ والنظرية والممارسة باللغة الإنجليزية (2004). شكك بنيامين ويتس، رئيس تحرير مجلة لاوفير، في مهارات بوتين في فنون الدفاع عن النفس، مشيرًا إلى عدم وجود دليل بالفيديو على إظهار بوتين أي مهارات جودو حقيقية جديرة بالملاحظة.

## الملاحظات
1. ↑  Took Prime Minister office in August, became Acting President while remaining a Prime Minister on 31 December 1999, officially elected as President on 7 May 2000.

## الوصلات الخارجية
- من هو الرئيس الروسي فلاديمير بوتين ؟

| سبقه بوريس يلتسن | رئيس الاتحاد الروسي فلاديمير بوتين من 8 مايو 2000 إلى 7 مايو 2008 | تبعه ديمتري مدفيديف |

| سبقه ديمتري ميدفيديف | رئيس الاتحاد الروسي فلاديمير بوتين من 7 مايو 2012 إلى الآن | تبعه لا أحد |